# Maximum Break

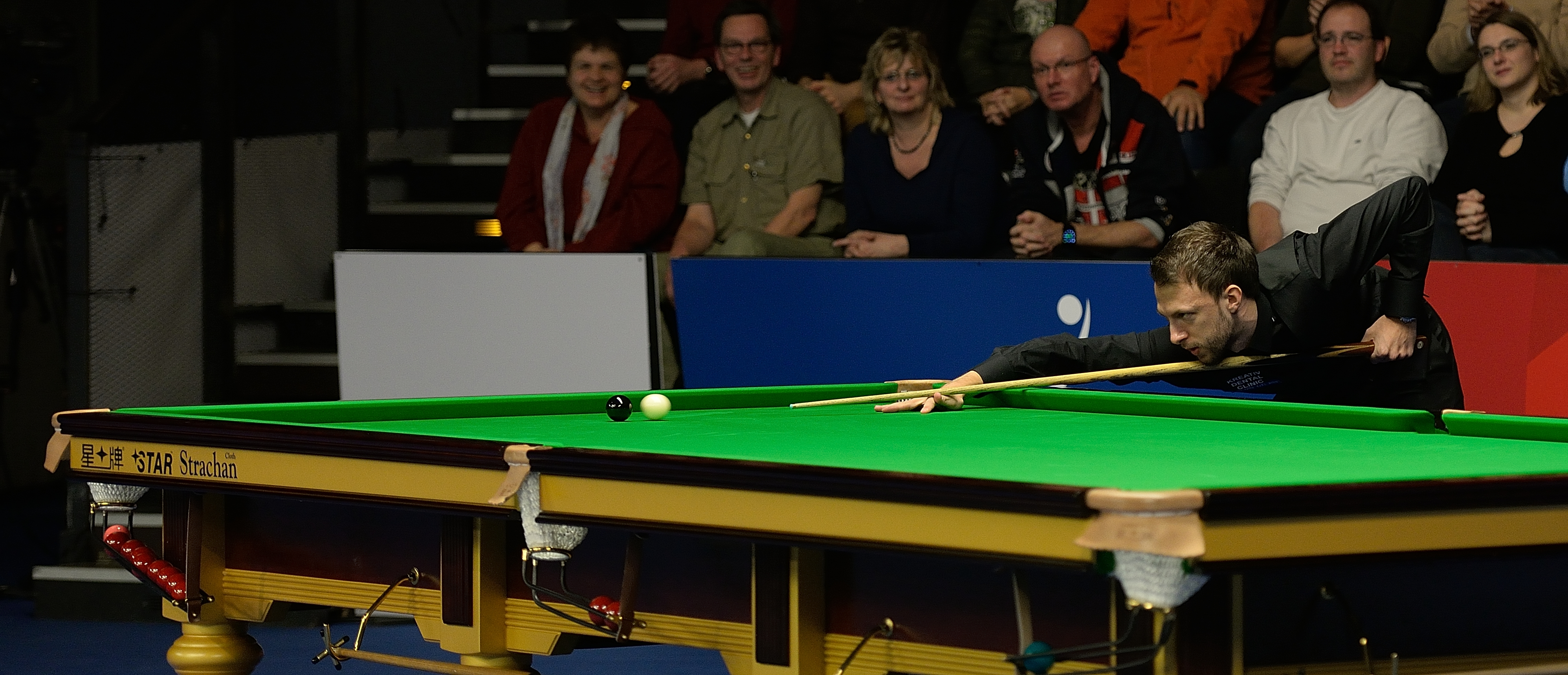
Judd Trump beendet das Endspiel auf die Farben mit der letzten Schwarzen zum Maximum Break beim German Masters 2015.

Ein Maximum Break, oft auch nur Maximum, ist eine Besonderheit der Billardvariante Snooker. Es kommt zustande, wenn zuvor keiner der beiden Spieler einen Ball gelocht hat und ein sich dann „im Break befindlicher“ Spieler in einer Aufnahme alle Bälle nacheinander in der regelkonformen Reihenfolge fünfzehnmal in der Kombination „Rot-Schwarz“ und anschließend alle farbigen Bälle in der ebenso vorgeschriebenen Weise (von Gelb bis Schwarz) ohne Fehlstoß oder Foul locht, sodass die maximale Punktzahl von 147 Punkten erreicht wird.
Im Jahr 1982 spielte der sechsfache Weltmeister Steve Davis das erste offiziell anerkannte Maximum Break in einem Profiturnier, nachdem seit 1934 zahlreiche – teils auch nicht anerkannte – weitere Maximum Breaks außerhalb von Profiturnieren gespielt worden waren. In den folgenden Jahrzehnten stieg die Zahl der Maximum Breaks bis 2025 auf 222 an, wobei dem Engländer Ronnie O’Sullivan mit siebzehn die meisten Maximum Breaks gelangen.

## Entstehung

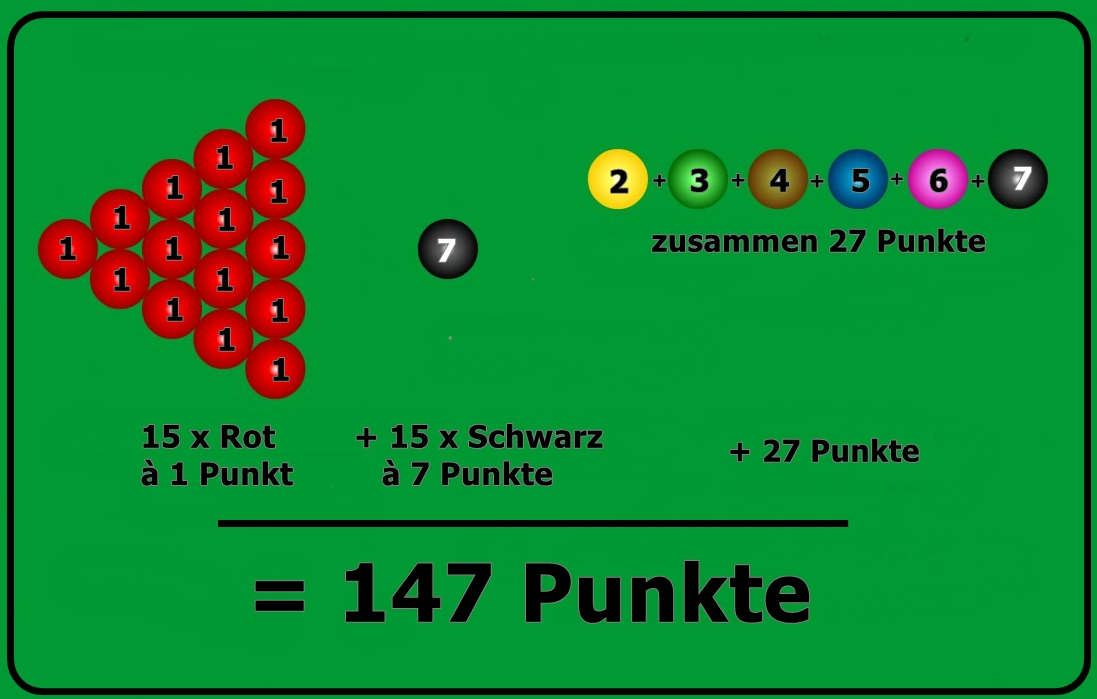
Entstehung eines Maximum Breaks

### Im „normalen“ Snooker
Im Snooker dient der Begriff „Break“ als eine Bezeichnung von hintereinander gelochten Bällen. Ein Break endet, sobald ein Lochversuch scheitert oder auf dem Tisch kein Ball mehr vorhanden ist („Clearance“). Eine Art Unterteilung findet ab einem Break von 100 oder mehr Punkten statt, ab dieser Grenze wird ein Break „Century Break“ genannt.
Ein Maximum Break ist das höchstmöglichste Break, das mit den auf dem Snookertisch liegenden Bällen innerhalb eines einzigen Frames gespielt werden kann, wobei es mit der 16-Reds-Clearance eine Ausnahme gibt. Voraussetzung dafür ist, dass zu Beginn des Breaks noch kein Ball gelocht wurde und somit alle Bälle auf dem Tisch liegen. Um es zu erzielen, muss zu jedem der fünfzehn roten Bälle mit der Wertigkeit von einem Punkt ein schwarzer Ball im Wert von sieben Punkten gespielt werden. Sofern alle Roten vom Tisch sind, müssen auch alle Farben im Endspiel mit dem summierten Wert von 27 Punkten gelocht werden, sodass am Ende des Frames ein Spieler ein Maximum Break erzielt hat. Ein Maximum Break gilt stets als herausragende Leistung eines Spielers und wird dementsprechend honoriert.

### Sonderfall 16-Reds-Clearance

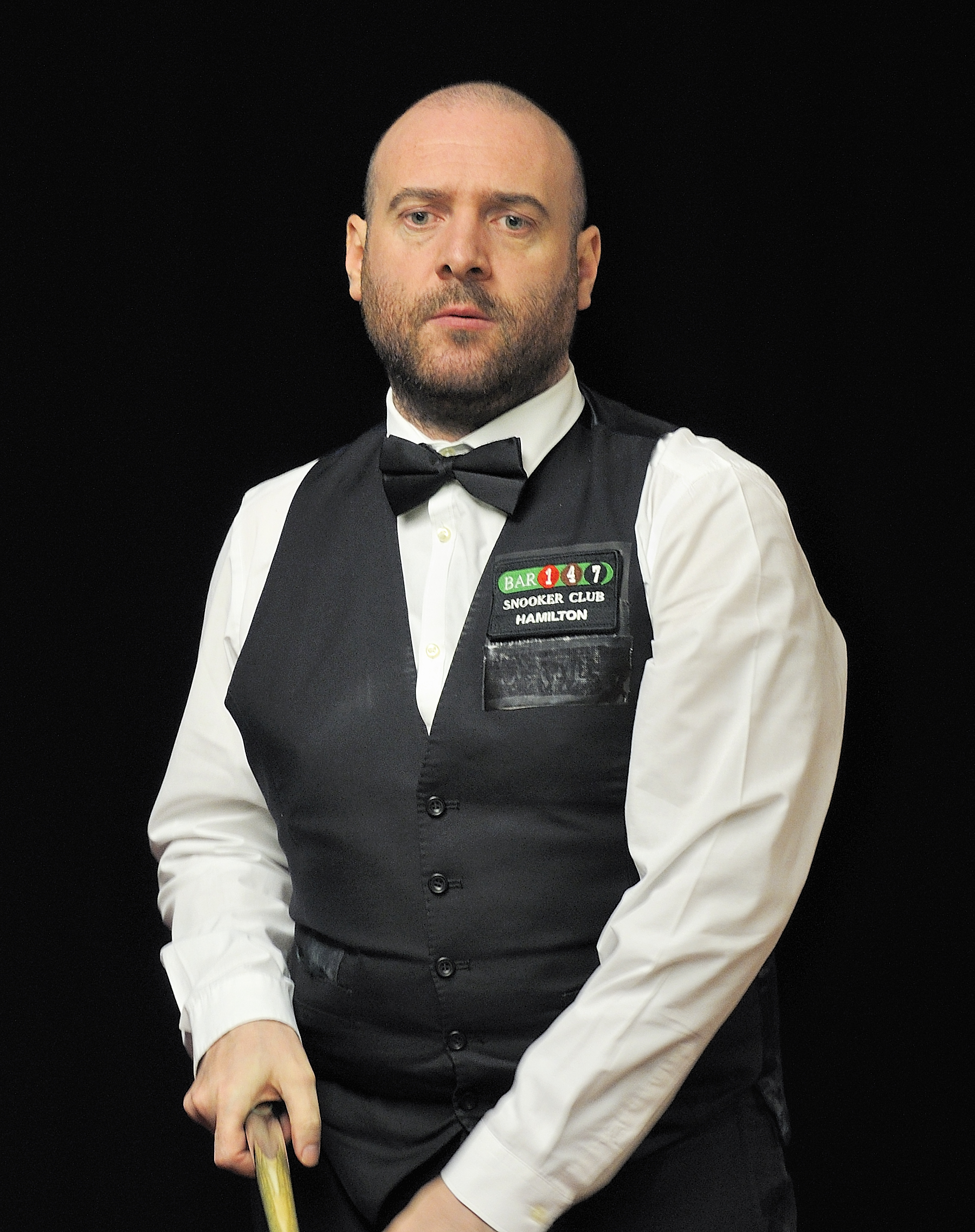
Jamie Burnett (2014)

Mit einem Freeball am Anfang des Breaks ist eine noch höhere Punktezahl als 147 erreichbar. Einen solchen Freeball bekommt man, wenn der weiße Ball nach einem Foul des Gegners auf alle roten Bälle gesnookert ist. Somit kann der nun gesnookerte Spieler einen beliebigen Ball als „Ersatzrote“ nominieren. Schafft er aus dieser Situation heraus eine Total Clearance, spricht man von einer 16-Reds-Clearance, da zusammen mit dem Freeball insgesamt 16 anstelle der üblichen 15 roten Bälle versenkt werden. Der Spieler kann mit dem Freeball, sofern er zur Ersatzroten (ein Punkt) Schwarz (sieben Punkte) locht, acht zusätzliche Punkte holen. Falls er danach noch die vollen auf dem Tisch liegenden 147 Punkte locht, ergibt sich daraus ein 155er-Break, was durch das Lochen der maximal möglichen Punkte ein Maximum Break darstellt. Ein solches 155er-Break spielte der Engländer Jamie Cope während einer Trainingspartie im Sommer 2005.
Ein Jahr zuvor spielte der Schotte Jamie Burnett während seines Qualifikationsspiels gegen Leo Fernandez für die UK Championship ein 148er-Break, was bis heute das höchste Break im Profisnooker ist. Es basierte auf einem Freeball, für den Burnett den braunen Ball als Ersatzrote nominierte und als dazugehörige Farbe ebenfalls Braun (vier Punkte) spielte. Danach lochte er anschließend alle fünfzehn Roten, wobei er zwölfmal Schwarz (jeweils acht Punkte mit einer Roten), zweimal Pink (jeweils sieben Punkte mit einer Roten) und einmal Blau (sechs Punkte mit Rot) spielte, ehe er mit dem Endspiel auf die Farben sein 148er-Break vollendete. Aus dem Grund, dass nicht immer Schwarz zu den (Ersatz-)roten gespielt wurde, also nicht die maximal mögliche Punktzahl gelocht wurde, gilt es offiziell nicht als Maximum Break, obwohl es das einzige offiziell anerkannte Break mit einer höheren Punktzahl als 147 ist. Burnett spielte drei Jahre später, in der Qualifikation für den Grand Prix, noch ein reguläres Maximum Break.

### In verschiedenen Snookervarianten
Auch in den zahlreichen Varianten des Snookers gibt es Maximum Breaks. So kann bei der von Joe Davis mitentwickelten Variante Snooker Plus ein maximales Break von 210 Punkten erzielt werden, da zusätzlich zu den normalen Bällen ein oranger Ball im Wert von acht Punkten sowie ein violetter Ball im Wert von zehn Punkten vorhanden ist.
Beim Six-Red-Snooker, das mit nur sechs statt fünfzehn roten Bällen gespielt wird, kann ein Maximum Break im Wert von 75 Punkten gespielt werden. Durch einen Freeball kann diese Punktzahl auf 83 erhöht werden, was der Ägypter Wael Talaat bei der IBSF 6-Red-Snooker-Weltmeisterschaft 2014 erreicht hat.
Beim Power Snooker – bei dem es zu den neun Roten zusätzlich weitere Regeln gibt – wäre ein Maximum Break von 99 Punkten möglich. Da es aber mit dem Power Ball und der Power Zone zwei weitere Änderungen gibt, die weitere Punkte bringen können, gibt es ein deutlich höheres Maximum Break. Sofern als erste Rote der Power Ball gelocht wird und von diesem Punkt innerhalb zwei Minuten alle Bälle aus der Power Zone (= der Bereich hinter dem D) gelocht werden, wäre theoretisch ein Maximum Break von 393 Punkten möglich (ein Punkt für den Power Ball + 4 × 7 Punkte für die erste Schwarze + 8 × 32 für die restlichen Roten + Schwarz + 4 × 27 für das Endspiel auf die Farben = 393 Punkte).
Sowohl beim Snookerpool als auch beim Ten-Red-Snooker, die beide mit jeweils zehn Roten, jedoch auf unterschiedlichen Tischen gespielt werden, wäre ein Maximum Break von 107 Punkten möglich.

## Geschichte

### Anfänge im Amateurbereich

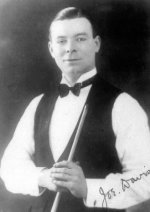
Rekordweltmeister und Spieler eines Maximum Breaks: Joe Davis (ca. 1920)

Zu Beginn des 20. Jahrhunderts galt das Maximum Break gemeinhin als unspielbar. Dies änderte sich, als der Neuseeländer Edward James O’Donoghue am 26. September 1934 in Griffith im australischen Bundesstaat New South Wales das erste Maximum Break spielte, gefolgt von dem Kanadier Leo Levitt im November 1948. Das erste offiziell anerkannte Maximum Break spielte Rekordweltmeister Joe Davis am 22. Januar 1955 während eines freien Spiels in der Londoner Leicester Square Hall, wobei die Anerkennung erst im März 1957 erfolgte.
Das erste Maximum Break in Deutschland während des regulären Turnierbetriebs wurde 1994 von Mike Henson im Finale der Gifhorner Open erzielt.

### Entwicklungen im Profisektor

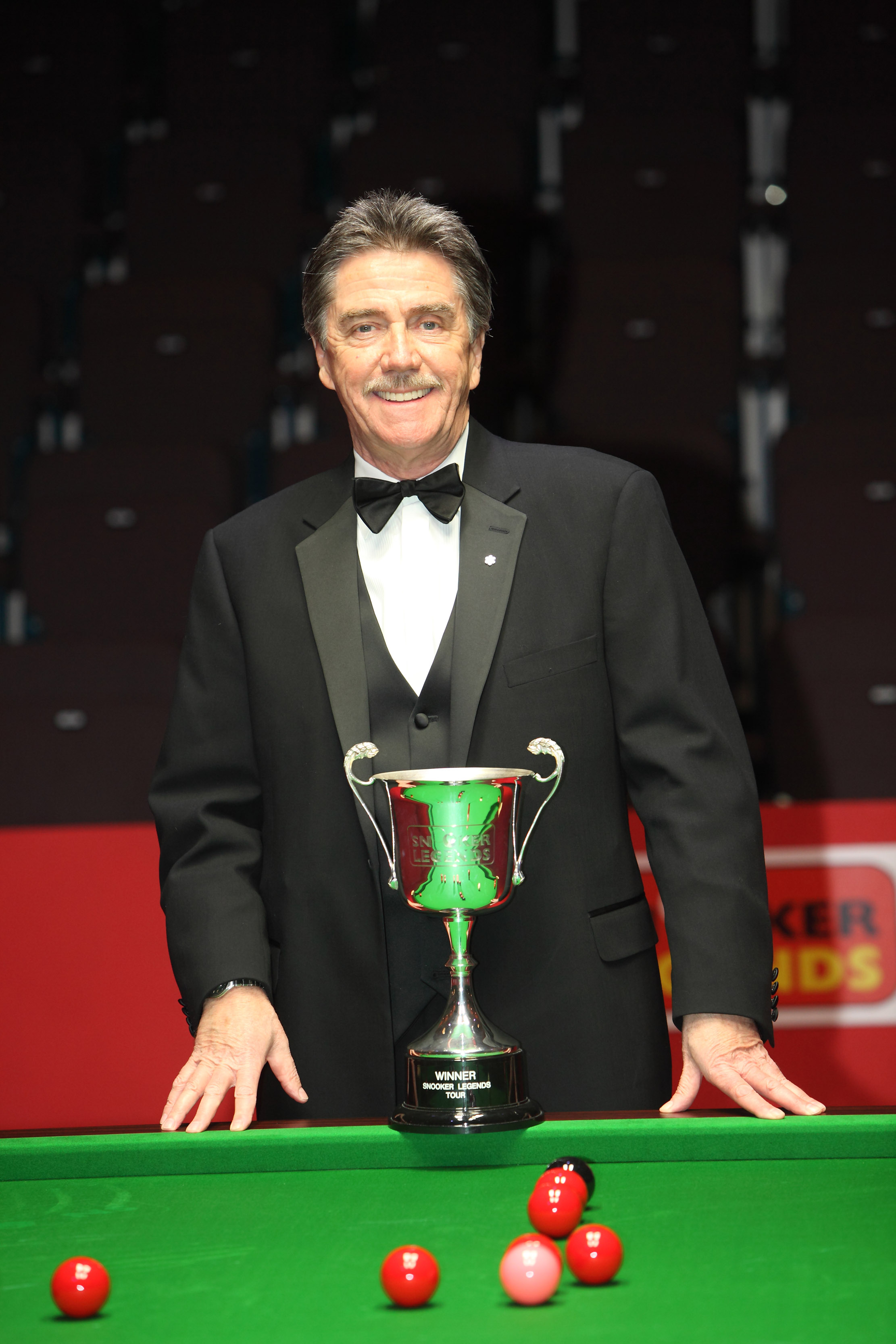
Cliff Thorburn spielte als Erster zwei Maximum Breaks

Das erste in einem Profiturnier gespielte Maximum Break gelang John Spencer gegen Cliff Thorburn am 13. Januar 1979 beim Holsten Lager International im Fulcrum Centre in Slough; es wurde jedoch nicht anerkannt, da der Tisch zu große Taschen hatte. Des Weiteren hätte es auch das erste im Fernsehen übertragene Maximum Break sein können, wäre die Kameramannschaft nicht zur Teepause gegangen. Fast auf den Tag genau drei Jahre später, am 11. Januar 1982, spielte Steve Davis beim Lada Classic dann das erste offiziell anerkannte Maximum Break, welches ebenso das erste im Fernsehen übertragene Maximum Break war. Zufällig saß auf dem Stuhl des Gegners John Spencer.
Nur ein Jahr später spielte der Kanadier Cliff Thorburn im Rahmen seiner Partie gegen den Waliser Terry Griffiths das erste Maximum Break während einer Weltmeisterschaft. Bis zum Ende der 1980er Jahre wurden jedoch nur acht offiziell anerkannte Maximum Breaks gespielt (darunter insgesamt zwei von Cliff Thorburn), doch spätestens ab dem Jahr 1992, in dem alleine fünf Maximum Breaks gespielt wurden, entwickelte sich diese Zahl rasant nach oben. So wurden im Kalenderjahr 1999 zwölf Maximum Breaks und im Kalenderjahr 2000 acht Maximum Breaks gespielt, worauf die Zahl wieder zurückging. Dieser zuerst genannte Ansprung der Zahl lässt sich auf die Entwicklung der professionellen Spielweise zurückführen: Im Jahr 1985 kam der Schotte Stephen Hendry auf die Main Tour, der das Spiel deutlich offensiver anlegte als der Großteil der früheren Spieler. So entwickelte Hendry das strukturierte Breakbuilding, welches beispielsweise die „lange Rote“ als Einstiegsball und den Split des roten Pulks durch das Lochen der Blauen auf eine der Mitteltaschen beinhaltete, was bis dahin von den Spielern als zu riskant erachtet worden war. Ebenso war er sicher beim Lochen auf die Mitteltasche, was ein wichtiger Grundstein für das Breakbuilding war. Dadurch hatte er bessere Chancen, höhere Breaks und damit auch Maximum Breaks zu spielen. Da Hendry damit viel Erfolg hatte – er gewann unter anderem siebenmal die Snookerweltmeisterschaft – etablierte sich diese Spielweise. Außerdem gab es in den 1990er Jahren sowohl durch die Öffnung der Tour für alle Spieler und ein damit verbundenes größeres Teilnehmerfeld als auch durch mehr Turniere an sich mehr potenzielle Möglichkeiten zum Spielen eines Maximum Breaks.
Zum Ende der 1990er Jahre, als Hendry immer noch dominierend war, kam mit dem Engländer Ronnie O’Sullivan ein weiterer schneller Spieler in die Weltspitze. O’Sullivan erhielt später den Spitznamen „The Rocket“, da er ebenfalls wie Hendry deutlich riskanter als andere vorher spielte und sich somit bessere Chancen erarbeitete. Im Rahmen der Snookerweltmeisterschaft 1997 spielte O’Sullivan das schnellste Maximum Break überhaupt. Je nach Interpretation der TV-Aufzeichnung hatte es eine Länge von 5:08 Minuten oder 5:20 Minuten, wobei sich der Weltverband und das Guinness-Buch der Rekorde auf 5:08 Minuten festgelegt haben. Dies liegt eventuell daran, dass teilweise die Sekunden mitgezählt werden, in denen O’Sullivan von seinem Stuhl aufsteht, sich das auf dem Tisch liegende Bild anschaut und mit dem Break beginnt. Mit dem Verbot von Sponsoring durch Tabakfirmen begann zu Beginn der 2000er Jahre eine Flaute im Snookersport, bei der sich die Anzahl der Turniere drastisch reduzierte (bspw. 17 Turniere 1996/97 sowie neun Turniere 2005/06). Außerdem sank die Zahl der Main-Tour-Profis, wodurch die Anzahl der Spiele ebenfalls drastisch sank. In dieser Zeit hatte beispielsweise der Schotte John Higgins mit fünf Maximum Breaks zwischen 2000 und 2006 relativ großen Erfolg, da auch er ein guter Breakbuilder war. So spielte er 2003 zum ersten Mal in zwei nacheinander folgenden Weltranglistenturnieren ein Maximum Break, sowohl beim LG Cup als auch bei den British Open.
Die Wende erfolgte 2007, als sechs Maximum Breaks in einem Kalenderjahr gespielt wurden. Zwei davon spielte O’Sullivan, dem es mit seinen Maximum Breaks bei der Northern Ireland Trophy und bei der UK Championship als zweitem Spieler gelang, in zwei aufeinander folgenden Weltranglistenturnieren ein Maximum Break zu spielen. Obwohl sich die Anzahl der Turniere erst mit der Einführung der Players Tour Championship zur Saison 2010/11 wieder merklich vergrößerte, hatten sich in der Weltspitze viele exzellente Spieler festgesetzt, welche die Spielweise von Hendry übernommen hatten und so ebenfalls bessere Chancen auf höhere Breaks hatten. In den 2010er Jahren schoss dann die Zahl der Maximum Breaks wieder rasant nach oben, da neben der Einführung der Players Tour Championship (2010–2016) auch durch einen radikalen Umbruch beim Weltverband (Barry Hearn) wieder viel mehr Turniere gespielt wurden. Im Rahmen des UK Championship 2013 spielte beispielsweise Mark Selby das 100. Maximum Break, im Verlauf des nächsten Jahres gelangen Shaun Murphy drei Maximum Breaks. Im Rahmen der Championship League 2017 stellte der Engländer Mark Davis einen Altersrekord auf, als er im Alter von 44 Jahren und 202 Tagen sein zweites Maximum Break spielte, nachdem er zwei Monate zuvor im Rahmen desselben Turnieres sein erstes Maximum Break gespielt hatte. Es brauchte nur sechs weitere Jahre, bis David Gilbert während eines Spiels der Championship League das 147. Maximum spielte.

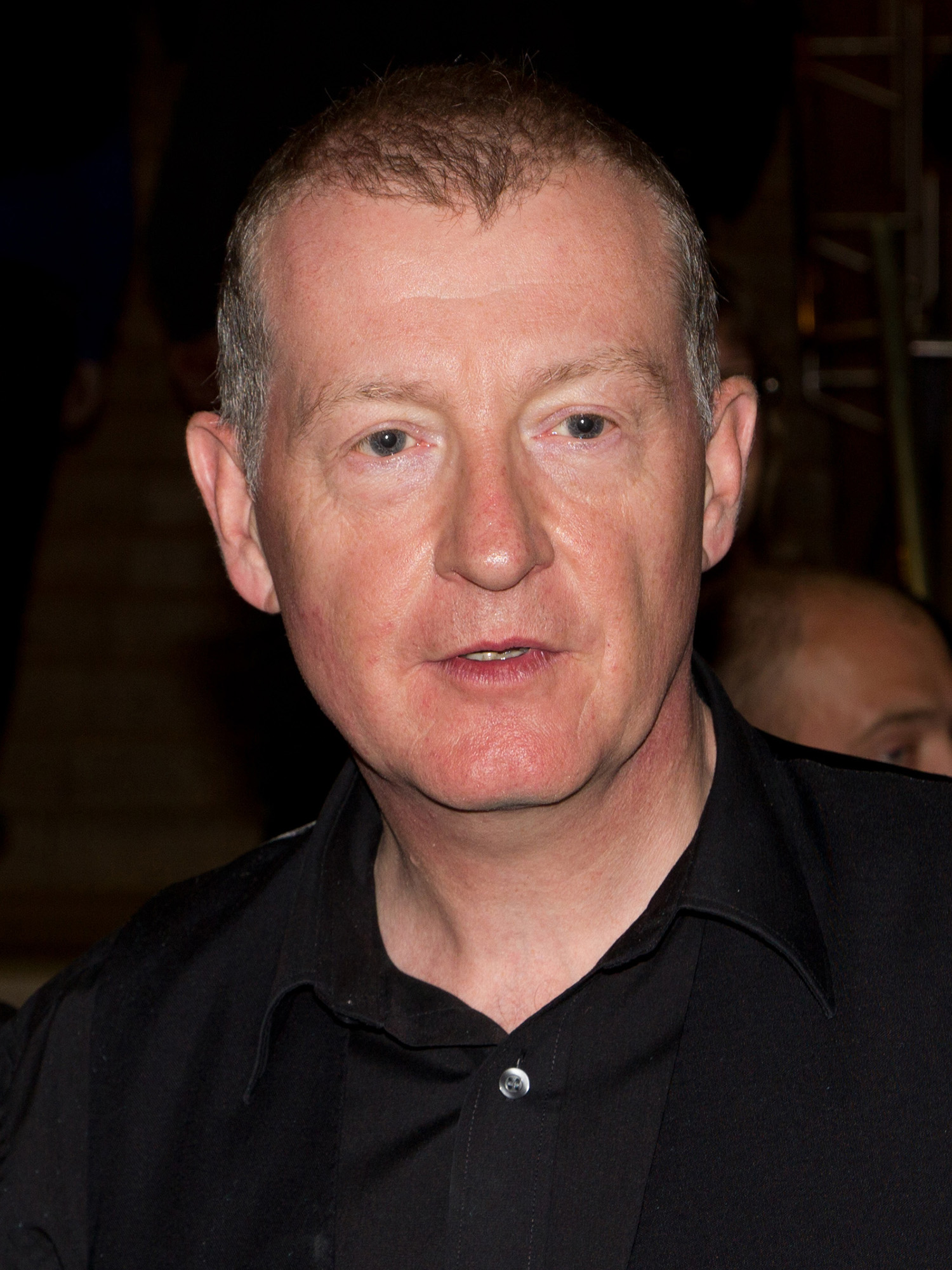
Steve Davis spielte 1982 das erste offiziell anerkannte Maximum Break
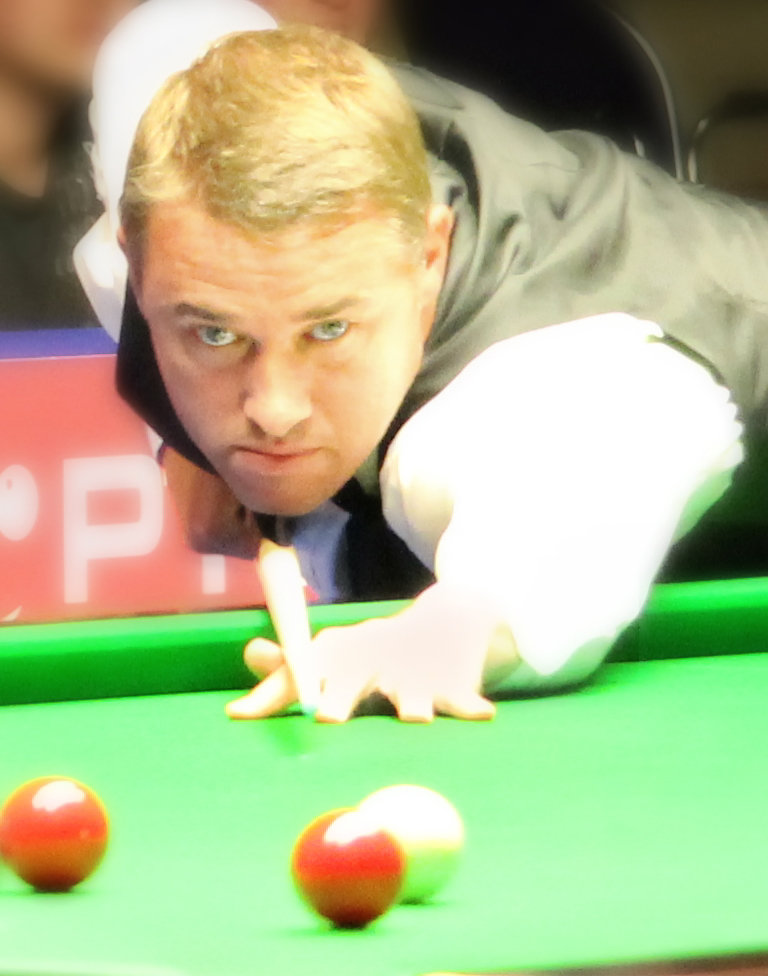
Stephen Hendry gab dem Snookersport eine offensivere Spielweise
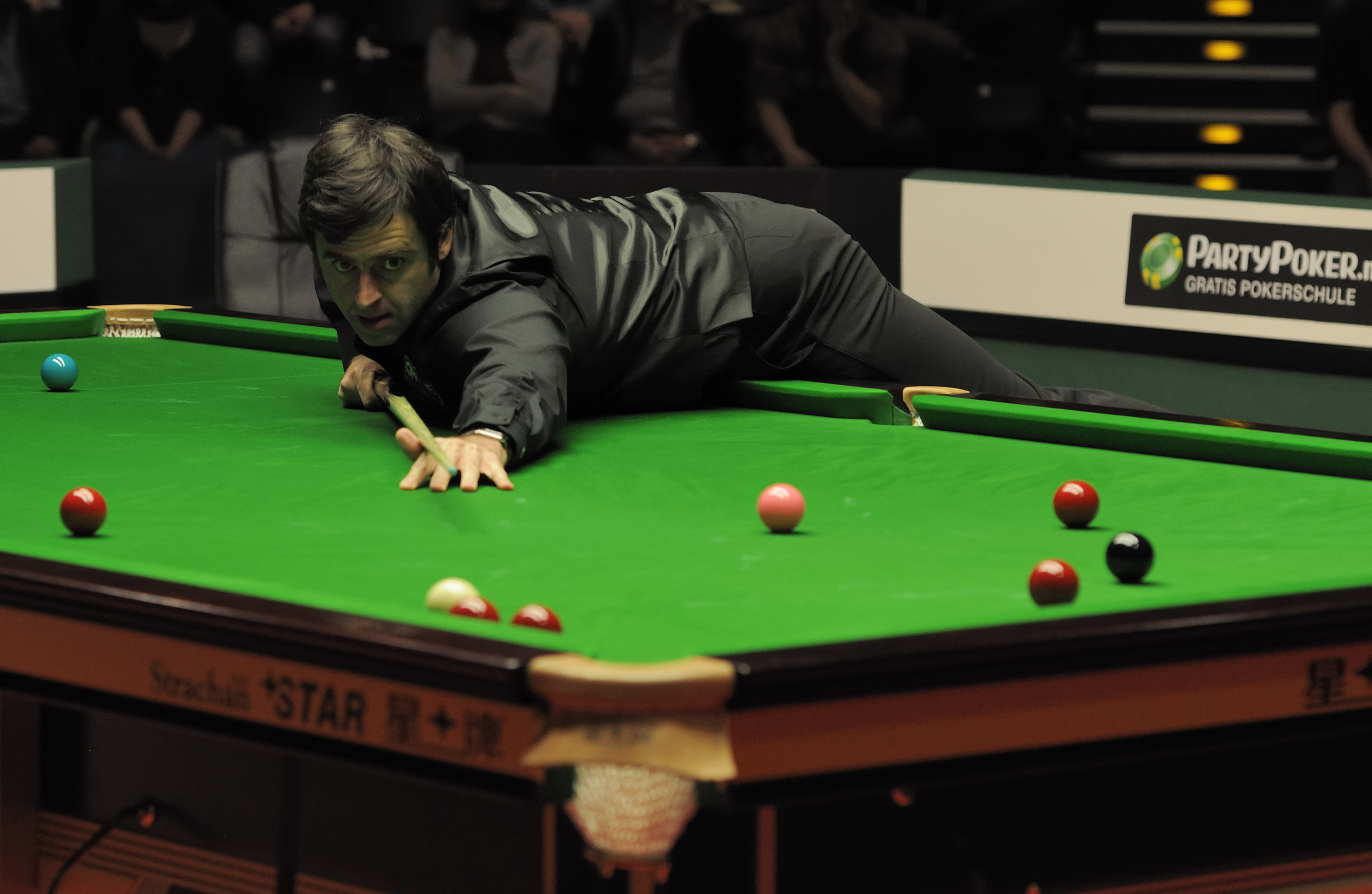
Ronnie O’Sullivan spielte sowohl das schnellste Maximum Break als auch die meisten
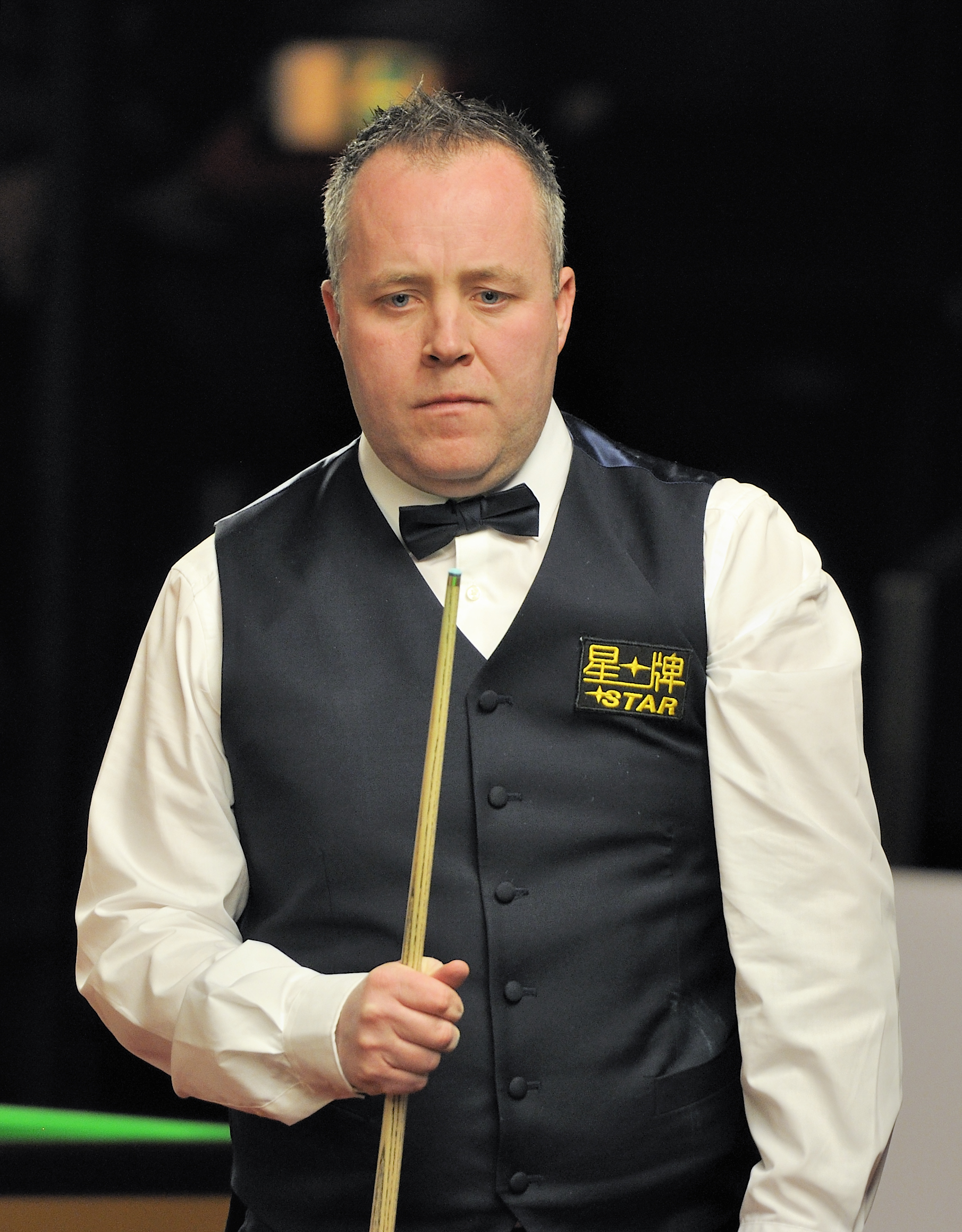
John Higgins gilt als ein exzellenter Breakbuilder
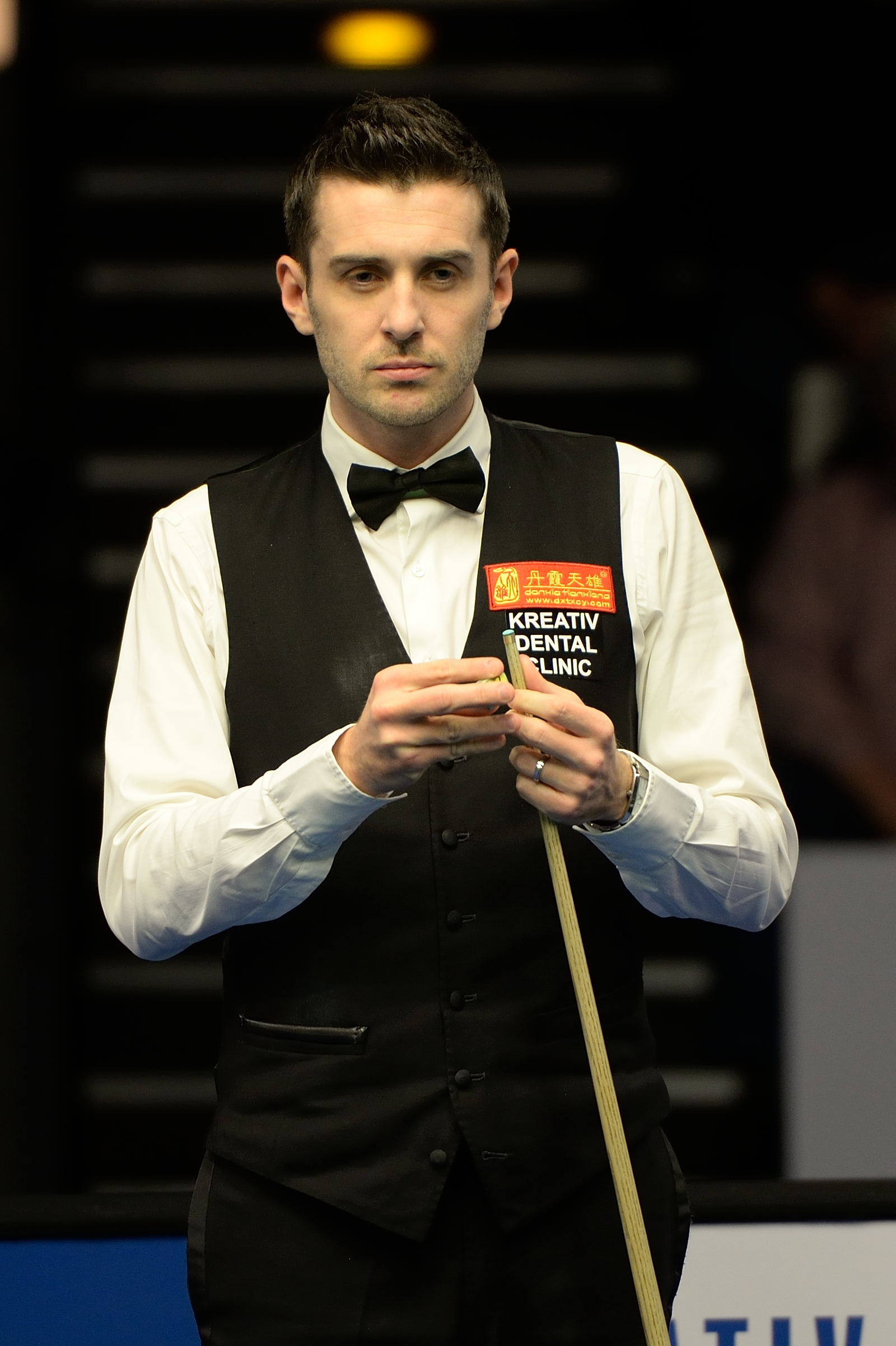
Mark Selby spielte das 100. Maximum Break
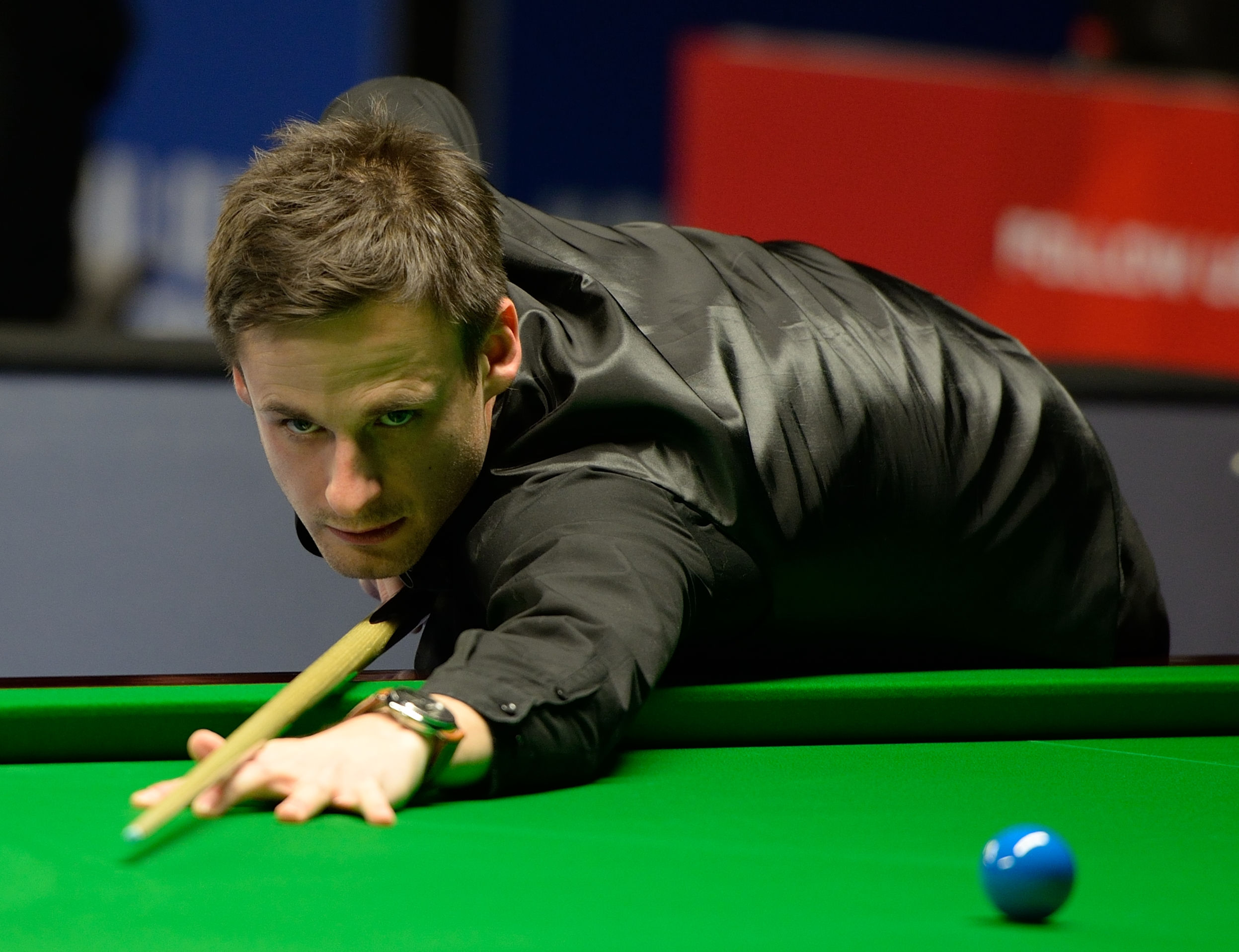
David Gilbert spielte das 147. 147er-Break

## Offiziell anerkannt

### Kriterien
Um vom Weltverband World Professional Billiards & Snooker Association (WPBSA) offiziell anerkannt zu werden, muss ein Maximum Break folgende zwei Kriterien erfüllen.
1. Das Maximum muss während eines Profiturnieres gespielt worden sein.
2. Das Maximum muss auf einem Tisch mit Taschen, die eine regelkonforme Größe haben, gespielt worden sein.[2]

An diesen beiden Kriterien scheitern bereits viele Maximum Breaks. So wurden beispielsweise das allererste Maximum Break von Edward James O’Donoghue oder das erste Maximum Break von Joe Davis nicht anerkannt, da sie nicht im Rahmen eines Profiturnieres gespielt wurden. Dieses Kriterium erfüllte dagegen das Maximum Break von John Spencer im Januar 1979, doch es wurde auf einem Tisch gespielt, welcher nicht die vorgeschriebene Taschengröße besaß.

### Chronologisch
Sofern die beiden oben stehenden Kriterien erfüllt sind, wird ein Maximum Break von der WPBSA offiziell anerkannt. Die folgende Tabelle listet diese offiziell anerkannten Maximum Breaks chronologisch auf.
- Nr.: Nummer des Maximum Breaks
- Datum: Datum, an welchem das Maximum Break gespielt wurde.
- Spieler: Der Spieler, der das Maximum Break gespielt hat.
- Ergebnis: Endstand des Matches, in welchem das Maximum Break gespielt wurde. Dabei wird die Frameanzahl des Spielers, welcher das Maximum Break gespielt hatte, als erstes genannt, als zweites folgt die Frameanzahl seines Gegners. Siege werden dabei grün; Unentschieden orange und Niederlagen rot aus Sicht des Maximum-Spielers hinterlegt.
- Turnier: Link zum Turnier, in dessen Verlauf das Maximum Break gespielt wurde. Teilweise wird je nach Verfügbarkeit das einzelne Turnier verlinkt, manchmal werden auch die Übersichtsartikel zu den jeweiligen Turnieren genannt. Im Fernsehen übertragene Breaks sind mit (TV) gekennzeichnet.
- Runde / Frame: Als erstes wird die Runde genannt, in welcher das Maximum Break gespielt wurde. Es folgt die Frameanzahl, also in welchem Frame das Maximum gespielt wurde.
- Schiedsrichter: Schiedsrichter, der das Spiel, in dem das Maximum gespielt wurde, geleitet hat.

| Nr. | Datum         | Spieler                  | Ergebnis | Gegner                    | Turnier                                       | Runde / Frame                       | Schiedsrichter        |
| --- | ------------- | ------------------------ | -------- | ------------------------- | --------------------------------------------- | ----------------------------------- | --------------------- |
| 1   | 11. Jan. 1982 | Steve Davis              | 5:2      | John Spencer              | Lada Classic (TV)                             | Viertelfinale, Frame 5              | Jim Thorpe            |
| 2   | 23. Apr. 1983 | Cliff Thorburn           | 13:12    | Terry Griffiths           | Weltmeisterschaft (TV)                        | Achtelfinale, Frame 4               | John Williams         |
| 3   | 28. Jan. 1984 | Kirk Stevens             | 4:6      | Jimmy White               | Masters (TV)                                  | Halbfinale, Frame 9                 | John Smyth            |
| 4   | 17. Nov. 1987 | Willie Thorne            | 9:4      | Tommy Murphy              | UK Championship                               | Runde der letzten 32, Frame 2       | John Street           |
| 5   | 20. Feb. 1988 | Tony Meo                 | 2:6      | Stephen Hendry            | Matchroom League                              | Gruppenphase, Frame 7               | Alan Chamberlain      |
| 6   | 24. Sep. 1988 | Alain Robidoux           | 5:0      | Jim Meadowcroft           | European Open Qualifikation                   | Runde der letzten 128, Frame 2      | John Smyth            |
| 7   | 18. Feb. 1989 | John Rea                 | 5:3      | Ian Black                 | Scottish Professional Championship            | Viertelfinale, Frame 6              | Bill McKerron         |
| 8   | 8. März 1989  | Cliff Thorburn           | 7:1      | Jimmy White               | Matchroom League                              | Gruppenphase, Frame 4               | Martin Webb           |
| 9   | 16. Jan. 1991 | James Wattana            | 6:2      | Paul Dawkins              | World Masters                                 | Runde der letzten 128, Frame 3      | Bruce Duncan          |
| 10  | 5. Juni 1991  | Peter Ebdon              | 5:0      | Wayne Martin              | Strachan Open Qualifikation                   | Erste Runde                         | Dave Church-West      |
| 11  | 25. Feb. 1992 | James Wattana            | 5:1      | Tony Drago                | British Open (TV)                             | Achtelfinale, Frame 5               | Bruce Duncan          |
| 12  | 22. Apr. 1992 | Jimmy White              | 10:4     | Tony Drago                | Weltmeisterschaft (TV)                        | Erste Runde, Frame 4                | John Street           |
| 13  | 9. Mai 1992   | John Parrott             | 5:3      | Tony Meo                  | Matchroom League                              | Gruppenphase, Frame 4               | Roy Couch             |
| 14  | 24. Mai 1992  | Stephen Hendry           | 4:4      | Willie Thorne             | Matchroom League                              | Gruppenphase, Frame 8               | Alan Shankland        |
| 15  | 14. Nov. 1992 | Peter Ebdon              | 4:9      | Ken Doherty               | UK Championship                               | Runde der letzten 64, Frame 12      | Colin Brinded         |
| 16  | 7. Sep. 1994  | David McDonnell          | 5:3      | Nic Barrow                | British Open Qualifikation                    | Vierte Runde                        | Howard Spencer        |
| 17  | 21. Apr. 1995 | Stephen Hendry           | 16:12    | Jimmy White               | Weltmeisterschaft (TV)                        | Halbfinale, Frame 12                | Len Ganley            |
| 18  | 25. Nov. 1995 | Stephen Hendry           | 9:2      | Gary Wilkinson            | UK Championship (TV)                          | Achtelfinale, Frame 5               | John Williams         |
| 19  | 5. Jan. 1997  | Stephen Hendry           | 9:8      | Ronnie O’Sullivan         | Charity Challenge (TV)                        | Finale, Frame 17                    | Alan Chamberlain      |
| 20  | 21. Apr. 1997 | Ronnie O’Sullivan        | 10:6     | Mick Price                | Weltmeisterschaft (TV)                        | Erste Runde, Frame 14               | Len Ganley            |
| 21  | 18. Sep. 1997 | James Wattana            | 5:4      | Pang Weiguo               | China International                           | Viertelfinale, Frame 6              | Jiang Zhenyuan        |
| 22  | 16. Mai 1998  | Stephen Hendry           | 5:6      | Ken Doherty               | Premier League Snooker (TV)                   | Halbfinale, Frame 5                 | Alan Chamberlain      |
| 23  | 10. Aug. 1998 | Adrian Gunnell           | 5:4      | Mario Wehrmann            | Thailand Masters Qualifikation                | Erste Runde                         | Dave Palmer           |
| 24  | 13. Aug. 1998 | Mehmet Husnu             | 5:4      | Eddie Barker              | China International Qualifikation             | Erste Runde                         | Dave Baxter           |
| 25  | 13. Jan. 1999 | Jason Prince             | 4:5      | Ian Brumby                | British Open Qualifikation                    | Runde der letzten 96                | Peter Williamson      |
| 26  | 29. Jan. 1999 | Ronnie O’Sullivan        | 5:2      | James Wattana             | Welsh Open (TV)                               | Viertelfinale, Frame 3              | John Newton           |
| 27  | 4. Feb. 1999  | Stuart Bingham           | 4:2      | Barry Hawkins             | UK Tour – Event 3                             | Runde der letzten 128               | Derek Budde           |
| 28  | 22. März 1999 | Nick Dyson               | 4:3      | Adrian Gunnell            | UK Tour – Event 4                             | Runde der letzten 128               | Peter Williamson      |
| 29  | 6. Apr. 1999  | Graeme Dott              | 5:4      | David Roe                 | British Open (TV)                             | Runde der letzten 64, Frame 7       | Haydn Parry           |
| 30  | 19. Sep. 1999 | Stephen Hendry           | 9:5      | Peter Ebdon               | British Open (TV)                             | Finale, Frame 7                     | John Newton           |
| 31  | 21. Sep. 1999 | Barry Pinches            | 4:5      | Joe Johnson               | Welsh Open Qualifikation                      | Runde der letzten 96, Frame 12      | Peter Williamson      |
| 32  | 18. Okt. 1999 | Ronnie O’Sullivan        | 5:1      | Graeme Dott               | Grand Prix (TV)                               | Runde der letzten 32, Frame 2       | Colin Brinded         |
| 33  | 4. Nov. 1999  | Karl Burrows             | 3:5      | Adrian Rosa               | Benson & Hedges Championship                  | Runde der letzten 128               | Graham Harding        |
| 34  | 22. Nov. 1999 | Stephen Hendry           | 9:3      | Paul Wykes                | UK Championship (TV)                          | Achtelfinale, Frame 5               | John Newton           |
| 35  | 21. Jan. 2000 | John Higgins             | 6:4      | Dennis Taylor             | Nations Cup (TV)                              | Gruppenphase, Frame 7               | Alan Chamberlain      |
| 36  | 24. März 2000 | John Higgins             | 6:4      | Jimmy White               | Irish Masters (TV)                            | Viertelfinale, Frame 1              | Colin Brinded         |
| 37  | 28. März 2000 | Stephen Maguire          | 4:5      | Phaitoon Phonbun          | Scottish Open Qualifikation                   | Erste Runde                         | Stuart Bennett        |
| 38  | 5. Apr. 2000  | Ronnie O’Sullivan        | 5:4      | Quinten Hann              | Scottish Open (TV)                            | Runde der letzten 32, Frame 4       | Jan Verhaas           |
| 39  | 25. Okt. 2000 | Marco Fu                 | 1:5      | Ken Doherty               | Scottish Masters (TV)                         | Erste Runde, Frame 4                | Peter Reinaldi        |
| 40  | 7. Nov. 2000  | David McLellan           | 5:3      | Steve Meakin              | Benson & Hedges Championship                  | Zweite Runde                        | Stuart Bennett        |
| 41  | 19. Nov. 2000 | Nick Dyson               | 5:3      | Robert Milkins            | UK Championship Qualifikation                 | Zweite Runde                        | Alan Chamberlain      |
| 42  | 25. Feb. 2001 | Stephen Hendry           | 7:1      | Mark Williams             | Malta Grand Prix (TV)                         | Finale, Frame 3                     | Paul Galea            |
| 43  | 17. Okt. 2001 | Ronnie O’Sullivan        | 5:1      | Drew Henry                | LG Cup (TV)                                   | Achtelfinale, Frame 3               | Eirian Williams       |
| 44  | 12. Nov. 2001 | Shaun Murphy             | 5:2      | Adrian Rosa               | Benson & Hedges Championship                  | Runde der letzten 32                | unbekannt             |
| 45  | 28. Okt. 2002 | Tony Drago               | 3:5      | Stuart Bingham            | Benson & Hedges Championship                  | Runde der letzten 32                | Alan Chamberlain      |
| 46  | 22. Apr. 2003 | Ronnie O’Sullivan        | 6:10     | Marco Fu                  | Weltmeisterschaft (TV)                        | Erste Runde, Frame 7                | Jan Verhaas           |
| 47  | 12. Okt. 2003 | John Higgins             | 5:9      | Mark Williams             | LG Cup (TV)                                   | Finale, Frame 11                    | Lawrie Annandale      |
| 48  | 12. Nov. 2003 | John Higgins             | 5:1      | Michael Judge             | British Open (TV)                             | Runde der letzten 32, Frame 5       | Peter Williamson      |
| 49  | 4. Okt. 2004  | John Higgins             | 3:5      | Ricky Walden              | Grand Prix (TV)                               | Runde der letzten 64, Frame 3       | Peter Williamson      |
| 50  | 17. Nov. 2004 | David Gray               | 9:3      | Mark Selby                | UK Championship                               | Runde der letzten 32, Frame 5       | Eirian Williams       |
| 51  | 20. Apr. 2005 | Mark Williams            | 10:1     | Robert Milkins            | Weltmeisterschaft (TV)                        | Erste Runde, Frame 11               | Colin Brinded         |
| 52  | 22. Nov. 2005 | Stuart Bingham           | 5:0      | Marcus Campbell           | Masters Qualifying Event                      | Vierte Qualifikationsrunde, Frame 5 | Peter Williamson      |
| 53  | 14. März 2006 | Robert Milkins           | 4:10     | Mark Selby                | Weltmeisterschaft Qualifikation               | Vierte Qualifikationsrunde, Frame 8 | Dave Palmer           |
| 54  | 23. Okt. 2006 | Jamie Cope               | 3:1      | Michael Holt              | Grand Prix                                    | Gruppenphase, Frame 4               | Terry Camilleri       |
| 55  | 14. Jan. 2007 | Ding Junhui              | 6:3      | Anthony Hamilton          | Masters (TV)                                  | Erste Runde, Frame 7                | Michaela Tabb         |
| 56  | 16. Feb. 2007 | Andrew Higginson         | 5:1      | Allister Carter           | Welsh Open (TV)                               | Viertelfinale, Frame 2              | Dave Palmer           |
| 57  | 19. Sep. 2007 | Jamie Burnett            | 4:3      | Liu Song                  | Grand Prix Qualifikation                      | Gruppenphase, Frame 6               | Colin Humphries       |
| 58  | 14. Okt. 2007 | Tom Ford                 | 4:0      | Steve Davis               | Grand Prix                                    | Gruppenphase, Frame 3               | Andy Yates            |
| 59  | 8. Nov. 2007  | Ronnie O’Sullivan        | 5:2      | Allister Carter           | Northern Ireland Trophy (TV)                  | Achtelfinale, Frame 5               | Colin Humphries       |
| 60  | 15. Dez. 2007 | Ronnie O’Sullivan        | 9:8      | Mark Selby                | UK Championship (TV)                          | Halbfinale, Frame 17                | Alan Chamberlain      |
| 61  | 29. März 2008 | Stephen Maguire          | 6:5      | Ryan Day                  | China Open (TV)                               | Halbfinale, Frame 2                 | Eirian Williams       |
| 62  | 28. Apr. 2008 | Ronnie O’Sullivan        | 13:7     | Mark Williams             | Weltmeisterschaft (TV)                        | Achtelfinale, Frame 20              | Eirian Williams       |
| 63  | 29. Apr. 2008 | Allister Carter          | 13:9     | Peter Ebdon               | Weltmeisterschaft (TV)                        | Viertelfinale, Frame 15             | Terry Camilleri       |
| 64  | 2. Okt. 2008  | Jamie Cope               | 2:5      | Mark Williams             | Shanghai Masters (TV)                         | Achtelfinale, Frame 3               | Deng Yueyuan          |
| 65  | 29. Okt. 2008 | Liang Wenbo              | 5:2      | Martin Gould              | Bahrain Championship Qualifikation            | Dritte Qualifikationsrunde, Frame 4 | Andy Yates            |
| 66  | 8. Nov. 2008  | Marcus Campbell          | 5:0      | Ahmed Basheer Al-Khusaibi | Bahrain Championship (TV)                     | Wildcardrunde, Frame 4              | Abdullah Jahauni      |
| 67  | 16. Dez. 2008 | Ding Junhui              | 4:9      | John Higgins              | UK Championship (TV)                          | Achtelfinale, Frame 3               | Jan Verhaas           |
| 68  | 28. Apr. 2009 | Stephen Hendry           | 11:13    | Shaun Murphy              | Weltmeisterschaft (TV)                        | Viertelfinale, Frame 7              | Terry Camilleri       |
| 69  | 5. Juni 2009  | Mark Selby               | 1:2      | Joe Perry                 | Jiangsu Classic (TV)                          | Gruppenphase, Frame 1               | Shi Ming              |
| 70  | 1. Apr. 2010  | Neil Robertson           | 1:5      | Peter Ebdon               | China Open (TV)                               | Achtelfinale, Frame 2               | Michaela Tabb         |
| 71  | 25. Juni 2010 | Kurt Maflin              | 4:0      | Michał Zieliński          | Players Tour Championship – Event 1           | Runde der letzten 128, Frame 4      | Andy Yates            |
| 72  | 6. Aug. 2010  | Barry Hawkins            | 4:1      | James McGouran            | Players Tour Championship – Event 3           | Runde der letzten 32                | John Pellew           |
| 73  | 20. Sep. 2010 | Ronnie O’Sullivan        | 3:0      | Mark King                 | World Open Qualifikation (TV)                 | Runde der letzten 64, Frame 3       | Jan Verhaas           |
| 74  | 22. Okt. 2010 | Thanawat Tirapongpaiboon | 1:4      | Barry Hawkins             | Rhein-Main Masters                            | Runde der letzten 32, Frame 3       | Olivier Marteel       |
| 75  | 23. Okt. 2010 | Mark Williams            | 4:0      | Diana Schuler             | Rhein-Main Masters                            | Runde der letzten 128, Frame 1      | Jaskula Tomasz        |
| 76  | 19. Nov. 2010 | Rory McLeod              | 3:4      | Issara Kachaiwong         | Prague Classic                                | Runde der letzten 32, Frame 5       | Bernd Sadleder        |
| 77  | 17. Feb. 2011 | Stephen Hendry           | 2:4      | Stephen Maguire           | Welsh Open (TV)                               | Achtelfinale, Frame 1               | Peter Williamson      |
| 78  | 26. Aug. 2011 | Ronnie O’Sullivan        | 4:0      | Adam Duffy                | Paul Hunter Classic (TV)                      | Runde der letzten 32, Frame 3       | Thorsten Müller       |
| 79  | 22. Nov. 2011 | Mike Dunn                | 5:0      | Kurt Maflin               | German Masters Qualifikation                  | Runde der letzten 128, Frame 4      | Leo Scullion          |
| 80  | 27. Nov. 2011 | David Gray               | 4:2      | Robbie Williams           | Players Tour Championship – Event 10          | Zweite Amateurrunde, Frame 6        | –                     |
| 81  | 29. Nov. 2011 | Ricky Walden             | 4:1      | Gareth Allen              | Players Tour Championship – Event 10          | Runde der letzten 128, Frame 3      | Brendan Moore         |
| 82  | 15. Dez. 2011 | Matthew Stevens          | 4:0      | Michael Wasley            | FFB Snooker Open                              | Runde der letzten 128, Frame 4      | Hilde Moens           |
| 83  | 15. Dez. 2011 | Ding Junhui              | 4:0      | Brandon Winstone          | FFB Snooker Open                              | Runde der letzten 128, Frame 3      | Ben Williams          |
| 84  | 17. Dez. 2011 | Ding Junhui              | 4:1      | James Cahill              | Players Tour Championship – Event 11 (TV)     | Runde der letzten 128, Frame 5      | Hilde Moens           |
| 85  | 18. Dez. 2011 | Jamie Cope               | 4:3      | Kurt Maflin               | Players Tour Championship – Event 11          | Runde der letzten 32, Frame 1       | Pasi Jantti           |
| 86  | 14. Jan. 2012 | Marco Fu                 | 5:2      | Matthew Selt              | Haikou World Open Qualifikation               | Vierte Qualifikationsrunde, Frame 6 | Andy Yates            |
| 87  | 11. Apr. 2012 | Robert Milkins           | 10:4     | Xiao Guodong              | Weltmeisterschaft Qualifikation               | Vierte Qualifikationsrunde, Frame 3 | Paul Collier          |
| 88  | 21. Apr. 2012 | Stephen Hendry           | 10:4     | Stuart Bingham            | Weltmeisterschaft (TV)                        | Runde der letzten 32, Frame 7       | Zhu Ying              |
| 89  | 1. Juli 2012  | Stuart Bingham           | 4:10     | Ricky Walden              | Wuxi Classic (TV)                             | Finale, Frame 6                     | Brendan Moore         |
| 90  | 24. Aug. 2012 | Ken Doherty              | 4:0      | Julian Treiber            | Paul Hunter Classic                           | Runde der letzten 128, Frame 3      | Walter Kunz           |
| 91  | 23. Sep. 2012 | John Higgins             | 10:9     | Judd Trump                | Shanghai Masters (TV)                         | Finale, Frame 6                     | Michaela Tabb         |
| 92  | 16. Nov. 2012 | Tom Ford                 | 4:1      | Matthew Stevens           | Bulgarian Open (TV)                           | Runde der letzten 32, Frame 1       | Nico De Vos           |
| 93  | 21. Nov. 2012 | Andy Hicks               | 6:2      | Daniel Wells              | UK Championship Qualifikation                 | Zweite Qualifikationsrunde, Frame 8 | Olivier Marteel       |
| 94  | 22. Nov. 2012 | Jack Lisowski            | 6:2      | Chen Zhe                  | UK Championship Qualifikation                 | Dritte Qualifikationsrunde, Frame 4 | Colin Humphries       |
| 95  | 5. Dez. 2012  | John Higgins             | 5:6      | Mark Davis                | UK Championship (TV)                          | Achtelfinale, Frame 8               | Terry Camilleri       |
| 96  | 14. Dez. 2012 | Kurt Maflin              | 4:1      | Stuart Carrington         | Scottish Open                                 | Runde der letzten 32, Frame 1       | John Twist            |
| 97  | 16. März 2013 | Ding Junhui              | 4:3      | Mark Allen                | Players Tour Championship – Grand Finals (TV) | Viertelfinale, Frame 1              | Michaela Tabb         |
| 98  | 28. Mai 2013  | Neil Robertson           | 5:0      | Mohamed Khairy            | Wuxi Classic Qualifikation                    | Runde der letzten 128, Frame 2      | John Pellew           |
| 99  | 15. Nov. 2013 | Judd Trump               | 3:4      | Mark Selby                | Antwerp Open                                  | Runde der letzten 32, Frame 3       | Herman Francken       |
| 100 | 7. Dez. 2013  | Mark Selby               | 9:5      | Ricky Walden              | UK Championship (TV)                          | Halbfinale, Frame 7                 | Paul Collier          |
| 101 | 11. Dez. 2013 | Dechawat Poomjaeng       | 5:3      | Zak Surety                | German Masters Qualifikation                  | Runde der letzten 128, Frame 4      | Greg Coniglio         |
| 102 | 12. Dez. 2013 | Gary Wilson              | 5:3      | Ricky Walden              | German Masters Qualifikation                  | Runde der letzten 128, Frame 4      | Leo Scullion          |
| 103 | 8. Jan. 2014  | Shaun Murphy             | 3:2      | Mark Davis                | Championship League (Gruppe 2)                | Gruppenphase, Frame 3               | Paul Collier          |
| 104 | 9. Feb. 2014  | Shaun Murphy             | 4:2      | Jamie Jones               | Gdynia Open                                   | Achtelfinale, Frame 6               | Monika Sułkowska      |
| 105 | 2. März 2014  | Ronnie O’Sullivan        | 9:3      | Ding Junhui               | Welsh Open (TV)                               | Finale, Frame 12                    | Leo Scullion          |
| 106 | 22. Aug. 2014 | Aditya Mehta             | 2:4      | Stephen Maguire           | Paul Hunter Classic                           | Runde der letzten 32, Frame 3       | Luise Kraatz          |
| 107 | 23. Okt. 2014 | Ryan Day                 | 4:1      | Cao Yupeng                | Haining Open                                  | Runde der letzten 32, Frame 5       | Zhou Bingfeng         |
| 108 | 23. Nov. 2014 | Shaun Murphy             | 4:0      | Robert Milkins            | Ruhr Open (TV)                                | Finale, Frame 2                     | Thorsten Müller       |
| 109 | 4. Dez. 2014  | Ronnie O’Sullivan        | 6:0      | Matthew Selt              | UK Championship (TV)                          | Achtelfinale, Frame 6               | Jan Verhaas           |
| 110 | 12. Dez. 2014 | Ben Woollaston           | 4:0      | Joe Steele                | Lisbon Open                                   | Runde der letzten 128, Frame 3      | Marc Lauwers          |
| 111 | 5. Jan. 2015  | Barry Hawkins            | 3:0      | Stephen Maguire           | Championship League (Gruppe 1)                | Gruppenphase, Frame 2               | Rob Spencer           |
| 112 | 11. Jan. 2015 | Marco Fu                 | 6:3      | Stuart Bingham            | Masters (TV)                                  | Achtelfinale, Frame 4               | Brendan Moore         |
| 113 | 6. Feb. 2015  | Judd Trump               | 4:5      | Mark Selby                | German Masters                                | Viertelfinale, Frame 5              | Marcel Eckardt        |
| 114 | 10. Feb. 2015 | David Gilbert            | 2:3      | Xiao Guodong              | Championship League (Gruppe 7)                | Gruppenphase, Frame 3               | Maike Kesseler        |
| 115 | 6. Dez. 2015  | Neil Robertson           | 10:5     | Liang Wenbo               | UK Championship (TV)                          | Finale, Frame 6                     | Jan Verhaas           |
| 116 | 11. Dez. 2015 | Marco Fu                 | 4:2      | Sam Baird                 | Gibraltar Open                                | Runde der letzten 64, Frame 5       | Martyn Royce          |
| 117 | 19. Feb. 2016 | Ding Junhui              | 2:5      | Neil Robertson            | Welsh Open (TV)                               | Viertelfinale, Frame 6              | Brendan Moore         |
| 118 | 25. Feb. 2016 | Fergal O’Brien           | 1:3      | Mark Davis                | Championship League (Gruppe 6)                | Gruppenphase, Frame 1               | Marcel Eckardt        |
| 119 | 27. Aug. 2016 | Thepchaiya Un-Nooh       | 4:1      | Kurt Maflin               | Paul Hunter Classic                           | Runde der letzten 32, Frame 2       | Erik Amberg           |
| 120 | 20. Sep. 2016 | Stephen Maguire          | 5:0      | Xu Yichen                 | Shanghai Masters                              | Wildcardrunde, Frame 3              | Tang Xu               |
| 121 | 28. Sep. 2016 | Shaun Murphy             | 4:0      | Allan Taylor              | European Masters Qualifikation                | Runde der letzten 64, Frame 2       | Rob Spencer           |
| 122 | 11. Okt. 2016 | Alfred Burden            | 3:4      | Daniel Wells              | English Open                                  | Runde der letzten 128, Frame 6      | Tatiana Woollaston    |
| 123 | 16. Nov. 2016 | John Higgins             | 4:1      | Sam Craigie               | Northern Ireland Open                         | Runde der letzten 64, Frame 5       | Małgorzata Kanieska   |
| 124 | 27. Nov. 2016 | Mark Allen               | 6:4      | Rod Lawler                | UK Championship                               | Runde der letzten 64, Frame 7       | Marcel Eckardt        |
| 125 | 8. Dez. 2016  | Allister Carter          | 5:0      | Wang Yuchen               | German Masters Qualifikation                  | Runde der letzten 128, Frame 4      | Dave Palmer           |
| 126 | 8. Dez. 2016  | Ross Muir                | 5:2      | Itaro Santos              | German Masters Qualifikation                  | Runde der letzten 128, Frame 3      | Ingo Schmidt          |
| 127 | 10. Jan. 2017 | Mark Davis               | 3:2      | Neil Robertson            | Championship League (Gruppe 3)                | Gruppenfinale, Frame 5              | Brendan Moore         |
| 128 | 1. Feb. 2017  | Tom Ford                 | 5:2      | Peter Ebdon               | German Masters                                | Runde der letzten 32, Frame 2       | Miłosz Olborski       |
| 129 | 2. März 2017  | Mark Davis               | 3:2      | John Higgins              | Championship League (Winners’ Group)          | Gruppenphase, Frame 5               | Rob Spencer           |
| 130 | 30. März 2017 | Judd Trump               | 5:3      | Tian Pengfei              | China Open (TV)                               | Achtelfinale, Frame 5               | Brendan Moore         |
| 131 | 6. Apr. 2017  | Gary Wilson              | 10:9     | Josh Boileau              | Weltmeisterschaft Qualifikation               | Erste Qualifikationsrunde, Frame 4  | Dave Ford             |
| 132 | 18. Okt. 2017 | Liang Wenbo              | 4:3      | Tom Ford                  | English Open                                  | Runde der letzten 64, Frame 6       | Rob Spencer           |
| 133 | 31. Okt. 2017 | Kyren Wilson             | 5:6      | Martin Gould              | International Championship                    | Runde der letzten 32, Frame 10      | Shen Yifei            |
| 134 | 12. Dez. 2017 | Cao Yupeng               | 4:0      | Andrew Higginson          | Scottish Open                                 | Runde der letzten 128, Frame 3      | Rob Spencer           |
| 135 | 26. Jan. 2018 | Martin Gould             | 3:2      | Li Hang                   | Championship League (Gruppe 6)                | Gruppenphase, Frame 5               | Brendan Moore         |
| 136 | 26. März 2018 | Luca Brecel              | 3:0      | John Higgins              | Championship League (Gruppe 7)                | Gruppenphase, Frame 3               | Paul Collier          |
| 137 | 3. Apr. 2018  | Ronnie O’Sullivan        | 2:6      | Elliot Slessor            | China Open (TV)                               | Runde der letzten 64, Frame 5       | Peggy Li              |
| 138 | 4. Apr. 2018  | Stuart Bingham           | 6:5      | Ricky Walden              | China Open                                    | Runde der letzten 32, Frame 7       | Zhang Yi              |
| 139 | 12. Apr. 2018 | Liang Wenbo              | 10:2     | Rod Lawler                | Weltmeisterschaft Qualifikation               | Erste Qualifikationsrunde, Frame 10 | Ben Williams          |
| 140 | 24. Aug. 2018 | Michael Georgiou         | 4:2      | Umut Dikme                | Paul Hunter Classic                           | Runde der letzten 128, Frame 3      | Marcel Eckardt        |
| 141 | 24. Aug. 2018 | Jamie Jones              | 2:4      | Lee Walker                | Paul Hunter Classic                           | Runde der letzten 64, Frame 3       | Michael Schäfer       |
| 142 | 16. Okt. 2018 | Thepchaiya Un-Nooh       | 4:1      | Soheil Vahedi             | English Open                                  | Runde der letzten 128, Frame 1      | Anastasiya Tuzikava   |
| 143 | 17. Okt. 2018 | Ronnie O’Sullivan        | 4:0      | Allan Taylor              | English Open (TV)                             | Runde der letzten 64, Frame 4       | Marcel Eckardt        |
| 144 | 8. Nov. 2018  | Mark Selby               | 3:4      | Neil Robertson            | Champion of Champions (TV)                    | Erste Runde, Frame 2                | Dessislawa Boschilowa |
| 145 | 12. Dez. 2018 | John Higgins             | 4:0      | Gerard Greene             | Scottish Open (TV)                            | Zweite Runde, Frame 3               | Małgorzata Kanieska   |
| 146 | 21. Dez. 2018 | Judd Trump               | 5:0      | Lukas Kleckers            | German Masters Qualifikation (TV)             | Runde der letzten 64, Frame 3       | Radoslaw Matusiak     |
| 147 | 22. Jan. 2019 | David Gilbert            | 1:3      | Stephen Maguire           | Championship League (Gruppe 5) (TV)           | Gruppenphase, Frame 2               | Paul Collier          |
| 148 | 12. Feb. 2019 | Neil Robertson           | 4:1      | Jordan Brown              | Welsh Open (TV)                               | Runde der letzten 128, Frame 4      | Glen Sullivan-Bisset  |
| 149 | 14. Feb. 2019 | Noppon Saengkham         | 1:4      | Mark Selby                | Welsh Open (TV)                               | Runde der letzten 32, Frame 2       | Luise Kraatz          |
| 150 | 28. Feb. 2019 | Zhou Yuelong             | 3:4      | Lü Haotian                | Indian Open                                   | Runde der letzten 64, Frame 4       | Nazeer V              |
| 151 | 3. Apr. 2019  | Stuart Bingham           | 6:3      | Peter Ebdon               | China Open (TV)                               | Runde der letzten 32, Frame 7       | Wang Haitao           |
| 152 | 17. Juni 2019 | Tom Ford                 | 6:1      | Fraser Patrick            | International Championship Qualifikation (TV) | Runde der letzten 128, Frame 7      | Andy Yates            |
| 153 | 17. Okt. 2019 | Tom Ford                 | 4:3      | Shaun Murphy              | English Open (TV)                             | Achtelfinale, Frame 7               | Nigel Leddie          |
| 154 | 12. Nov. 2019 | Stuart Bingham           | 4:3      | Lu Ning                   | Northern Ireland Open                         | Runde der letzten 128, Frame 1      | Leo Scullion          |
| 155 | 27. Nov. 2019 | Barry Hawkins            | 6:2      | Gerard Greene             | UK Championship                               | Runde der letzten 128, Frame 4      | Brendan Moore         |
| 156 | 11. Feb. 2020 | Kyren Wilson             | 4:3      | Jackson Page              | Welsh Open (TV)                               | Runde der letzten 128, Frame 1      | Marcel Eckardt        |
| 157 | 6. Aug. 2020  | John Higgins             | 11:13    | Kurt Maflin               | Weltmeisterschaft (TV)                        | Achtelfinale, Frame 12              | Ben Williams          |
| 158 | 13. Sep. 2020 | Ryan Day                 | 3:1      | Rod Lawler                | Championship League (TV)                      | Gruppenphase, Frame 4               | Rob Spencer           |
| 159 | 30. Okt. 2020 | John Higgins             | 3:1      | Kyren Wilson              | Championship League (TV)                      | Gruppenphase, Frame 4               | Colin Humphries       |
| 160 | 10. Nov. 2020 | Shaun Murphy             | 5:0      | Chen Zifan                | German Masters Qualifikation (TV)             | Runde der letzten 128, Frame 2      | Małgorzata Kanieska   |
| 161 | 18. Nov. 2020 | Judd Trump               | 4:0      | Gao Yang                  | Northern Ireland Open (TV)                    | Runde der letzten 64, Frame 3       | Leo Scullion          |
| 162 | 24. Nov. 2020 | Kyren Wilson             | 6:4      | Ashley Hugill             | UK Championship (TV)                          | Runde der letzten 128, Frame 6      | Colin Humphries       |
| 163 | 25. Nov. 2020 | Stuart Bingham           | 6:2      | Zak Surety                | UK Championship (TV)                          | Runde der letzten 128, Frame 6      | Marcel Eckardt        |
| 164 | 7. Dez. 2020  | Zhou Yuelong             | 4:1      | Peter Lines               | Scottish Open                                 | Runde der letzten 128, Frame 3      | Willie Craig          |
| 165 | 4. Jan. 2021  | Stuart Bingham           | 3:0      | Thepchaiya Un-Nooh        | Championship League (Gruppe 1)                | Gruppenphase, Frame 2               | Paul Collier          |
| 166 | 20. Jan. 2021 | Gary Wilson              | 1:2      | Liam Highfield            | WST Pro Series (Gruppe G)                     | Gruppenphase, Frame 2               | Brendan Moore         |
| 167 | 16. Aug. 2021 | John Higgins             | 3:1      | Alexander Ursenbacher     | British Open (TV)                             | Runde der letzten 128, Frame 1      | Dessislawa Boschilowa |
| 168 | 20. Aug. 2021 | Ali Carter               | 1:3      | Elliot Slessor            | British Open (TV)                             | Achtelfinale, Frame 2               | Dessislawa Boschilowa |
| 169 | 24. Sep. 2021 | Xiao Guodong             | 4:3      | Fraser Patrick            | Scottish Open Qualifikation                   | Runde der letzten 128, Frame 7      | Jan Verhaas           |
| 170 | 10. Okt. 2021 | Mark Allen               | 4:1      | Si Jiahui                 | Northern Ireland Open (TV)                    | Runde der letzten 128, Frame 5      | Colin Humphries       |
| 171 | 22. Okt. 2021 | Thepchaiya Un-Nooh       | 3:5      | Fan Zhengyi               | German Masters Qualifikation (TV)             | Runde der letzten 128, Frame 2      | Andy Yates            |
| 172 | 24. Nov. 2021 | Gary Wilson              | 6:2      | Ian Burns                 | UK Championship                               | Runde der letzten 128, Frame 6      | Dessislawa Boschilowa |
| 173 | 13. März 2022 | Judd Trump               | 10:4     | Matthew Selt              | Turkish Masters                               | Finale, Frame 10                    | Terry Camilleri       |
| 174 | 25. März 2022 | Stuart Bingham           | 4:1      | Gerard Greene             | Gibraltar Open                                | Runde der letzten 128, Frame 5      | Mark King             |
| 175 | 11. Apr. 2022 | Graeme Dott              | 6:1      | Pang Junxu                | Weltmeisterschaft Qualifikation               | Runde der letzten 80, Frame 6       | Andy Yates            |
| 176 | 25. Apr. 2022 | Neil Robertson           | 12:13    | Jack Lisowski             | Weltmeisterschaft                             | Achtelfinale, Frame 19              | Ben Williams          |
| 177 | 16. Juli 2022 | Zhang Anda               | 5:1      | Anton Kasakow             | European Masters Qualifikation                | Runde der letzten 128, Frame 2      | Colin Humphries       |
| 178 | 17. Juli 2022 | Hossein Vafaei           | 5:1      | Ng On Yee                 | European Masters Qualifikation                | Runde der letzten 128, Frame 6      | Rob Spencer           |
| 179 | 29. Sep. 2022 | Mark Selby               | 4:1      | Jack Lisowski             | British Open (TV)                             | Achtelfinale, Frame 1               | Proletina Velichkova  |
| 180 | 8. Okt. 2022  | Marco Fu                 | 6:5      | John Higgins              | Hong Kong Masters (TV)                        | Halbfinale, Frame 11                | Michael Li            |
| 181 | 6. Nov. 2022  | Judd Trump               | 6:10     | Ronnie O’Sullivan         | Champion of Champions (TV)                    | Finale, Frame 8                     | Marcel Eckardt        |
| 182 | 29. Nov. 2022 | Judd Trump               | 4:0      | Mitchell Mann             | Scottish Open (TV)                            | Runde der letzten 64, Frame 1       | Luise Kraatz          |
| 183 | 16. Dez. 2022 | Mark Williams            | 3:5      | Neil Robertson            | English Open (TV)                             | Viertelfinale, Frame 4              | Rob Spencer           |
| 184 | 3. Feb. 2023  | Robert Milkins           | 5:2      | Chris Wakelin             | German Masters                                | Viertelfinale, Frame 2              | Terry Camilleri       |
| 185 | 16. Feb. 2023 | Shaun Murphy             | 4:1      | Daniel Wells              | Welsh Open (TV)                               | Achtelfinale, Frame 3               | Ben Williams          |
| 186 | 20. März 2023 | Thepchaiya Un-Nooh       | 2:4      | Xu Si                     | WST Classic                                   | Runde der letzten 64, Frame 5       | Kevin Dabrowski       |
| 187 | 30. März 2023 | Ryan Day                 | 7:10     | Mark Selby                | Tour Championship (TV)                        | Viertelfinale, Frame 3              | Małgorzata Kanieska   |
| 188 | 19. Apr. 2023 | Kyren Wilson             | 10:5     | Ryan Day                  | Weltmeisterschaft (TV)                        | Runde der letzten 32, Frame 5       | Paul Collier          |
| 189 | 30. Apr. 2023 | Mark Selby               | 15:18    | Luca Brecel               | Weltmeisterschaft (TV)                        | Finale, Frame 16                    | Brendan Moore         |
| 190 | 28. Juli 2023 | Sean O’Sullivan          | 2:5      | Barry Hawkins             | European Masters Qualifikation                | Runde der letzten 128, Frame 6      | Rob Spencer           |
| 191 | 18. Sep. 2023 | Ryan Day                 | 6:1      | Mink Nutcharut            | International Championship Qualifikation (TV) | Runde der letzten 128, Frame 4      | Marcel Eckardt        |
| 192 | 12. Nov. 2023 | Zhang Anda               | 10:6     | Tom Ford                  | International Championship (TV)               | Finale, Frame 3                     | Lyu Xilin             |
| 193 | 19. Nov. 2023 | Xu Si                    | 6:1      | Ma Hailong                | UK Championship Qualifikation                 | Runde der letzten 112, Frame 2      | Maike Kesseler        |
| 194 | 7. Dez. 2023  | Shaun Murphy             | 1:0      | Bulcsú Révész             | Snooker Shoot-Out (TV)                        | Runde der letzten 128, Frame 1      | Alex Crișan           |
| 195 | 8. Jan. 2024  | Ding Junhui              | 3:6      | Ronnie O’Sullivan         | Masters (TV)                                  | Achtelfinale, Frame 7               | Dessislawa Boschilowa |
| 196 | 12. Jan. 2024 | Mark Allen               | 6:5      | Mark Selby                | Masters (TV)                                  | Viertelfinale, Frame 3              | Dessislawa Boschilowa |
| 197 | 6. Feb. 2024  | Kyren Wilson             | 3:2      | Tom Ford                  | Championship League (Gruppe 3)                | Gruppenphase, Frame 3               | Rob Spencer           |
| 198 | 10. Feb. 2024 | John Higgins             | 3:2      | Fan Zhengyi               | Championship League (Gruppe 5)                | Gruppenhalbfinale, Frame 1          | Ben Williams          |
| 199 | 17. Feb. 2024 | Gary Wilson              | 6:4      | John Higgins              | Welsh Open (TV)                               | Halbfinale, Frame 2                 | John Pellew           |
| 200 | 29. Feb. 2024 | Joe O’Connor             | 3:2      | Elliot Slessor            | Championship League (Gruppe 7)                | Gruppenphase, Frame 3               | Rob Spencer           |
| 201 | 18. März 2024 | Zak Surety               | 3:5      | Ding Junhui               | World Open (TV)                               | Runde der letzten 128, Frame 7      | Peggy Li              |
| 202 | 15. Apr. 2024 | Noppon Saengkham         | 10:5     | Andy Hicks                | Weltmeisterschaft Qualifikation               | Runde der letzten 80, Frame 10      | Olivier Marteel       |
| 203 | 1. Sep. 2024  | Noppon Saengkham         | 4:1      | Amir Sarkhosh             | Saudi Arabia Masters                          | Runde der letzten 48, Frame 1       | Luise Kraatz          |
| 204 | 13. Sep. 2024 | Fan Zhengyi              | 4:2      | Liam Pullen               | English Open                                  | Runde der letzten 96, Frame 6       | Robin Dalgliesh       |
| 205 | 26. Sep. 2024 | Mark Allen               | 4:1      | Ben Mertens               | British Open                                  | Runde der letzten 32, Frame 2       | Graham Mason          |
| 206 | 11. Okt. 2024 | Si Jiahui                | 6:2      | Judd Trump                | Wuhan Open (TV)                               | Halbfinale, Frame 4                 | Zheng Weili           |
| 207 | 5. Nov. 2024  | Xu Si                    | 6:2      | Ryan Day                  | International Championship                    | Runde der letzten 32, Frame 6       | Jin Feng              |
| 208 | 26. Nov. 2024 | Zhang Anda               | 6:3      | Lei Peifan                | UK Championship (TV)                          | Runde der letzten 32, Frame 4       | Rob Spencer           |
| 209 | 7. Jan. 2025  | Jak Jones                | 3:0      | Chris Wakelin             | Championship League (Gruppe 2)                | Gruppenphase, Frame 3               | John Pellew           |
| 210 | 18. Jan. 2025 | Shaun Murphy             | 6:3      | Mark Allen                | Masters (TV)                                  | Halbfinale, Frame 6                 | Jan Verhaas           |
| 211 | 25. Jan. 2025 | David Gilbert            | 3:1      | Zhou Yuelong              | Championship League (Gruppe 7)                | Gruppenphase, Frame 2               | John Pellew           |
| 212 | 5. Feb. 2025  | Mark Selby               | 3:2      | Xiao Guodong              | Championship League (Winners’ Group)          | Gruppenphase, Frame 3               | Julian Bell           |
| 213 | 6. Feb. 2025  | Xu Si                    | 4:2      | Bulcsú Révész             | Welsh Open Qualifikation                      | Runde der letzten 96, Frame 4       | Rudy Mathues          |
| 214 | 24. Feb. 2025 | Shaun Murphy             | 5:0      | Zhou Jinhao               | World Open                                    | Runde der letzten 64, Frame 5       | Zheng Weili           |
| 215 | 13. Apr. 2025 | Jackson Page             | 10:2     | Allan Taylor              | Weltmeisterschaft Qualifikation               | Runde der letzten 80, Frame 8       | Natalia Gradinari     |
| 216 | 14. Apr. 2025 | Jackson Page             | 10:2     | Allan Taylor              | Weltmeisterschaft Qualifikation               | Runde der letzten 80, Frame 12      | Andrew Barklam        |
| 217 | 25. Apr. 2025 | Mark Allen               | 6:13     | Chris Wakelin             | Weltmeisterschaft (TV)                        | Achtelfinale, Frame 13              | Tatiana Woollaston    |
| 218 | 17. Juli 2025 | Fan Zhengyi              | 2:2      | Xu Si                     | Championship League (TV)                      | Gruppenphase, Frame 2               | Anna Hodun            |
| 219 | 29. Juli 2025 | Zhang Anda               | 5:6      | Ding Junhui               | Shanghai Masters                              | Achtelfinale, Frame 6               | Xie Yixin             |
| 220 | 10. Aug. 2025 | Thepchaiya Un-Nooh       | 4:0      | Jordan Brown              | Saudi Arabia Masters                          | Runde der letzten 80, Frame 2       | Agnieszka Thomson     |
| 221 | 15. Aug. 2025 | Ronnie O’Sullivan        | 6:3      | Chris Wakelin             | Saudi Arabia Masters                          | Halbfinale, Frame 1                 | Tatiana Woollaston    |
| 222 | 15. Aug. 2025 | Ronnie O’Sullivan        | 6:3      | Chris Wakelin             | Saudi Arabia Masters                          | Halbfinale, Frame 7                 | Tatiana Woollaston    |

## Statistiken
Die folgenden Tabellen basieren auf den Daten der vorherigen chronologischen Übersicht.

### Anzahl pro Spieler

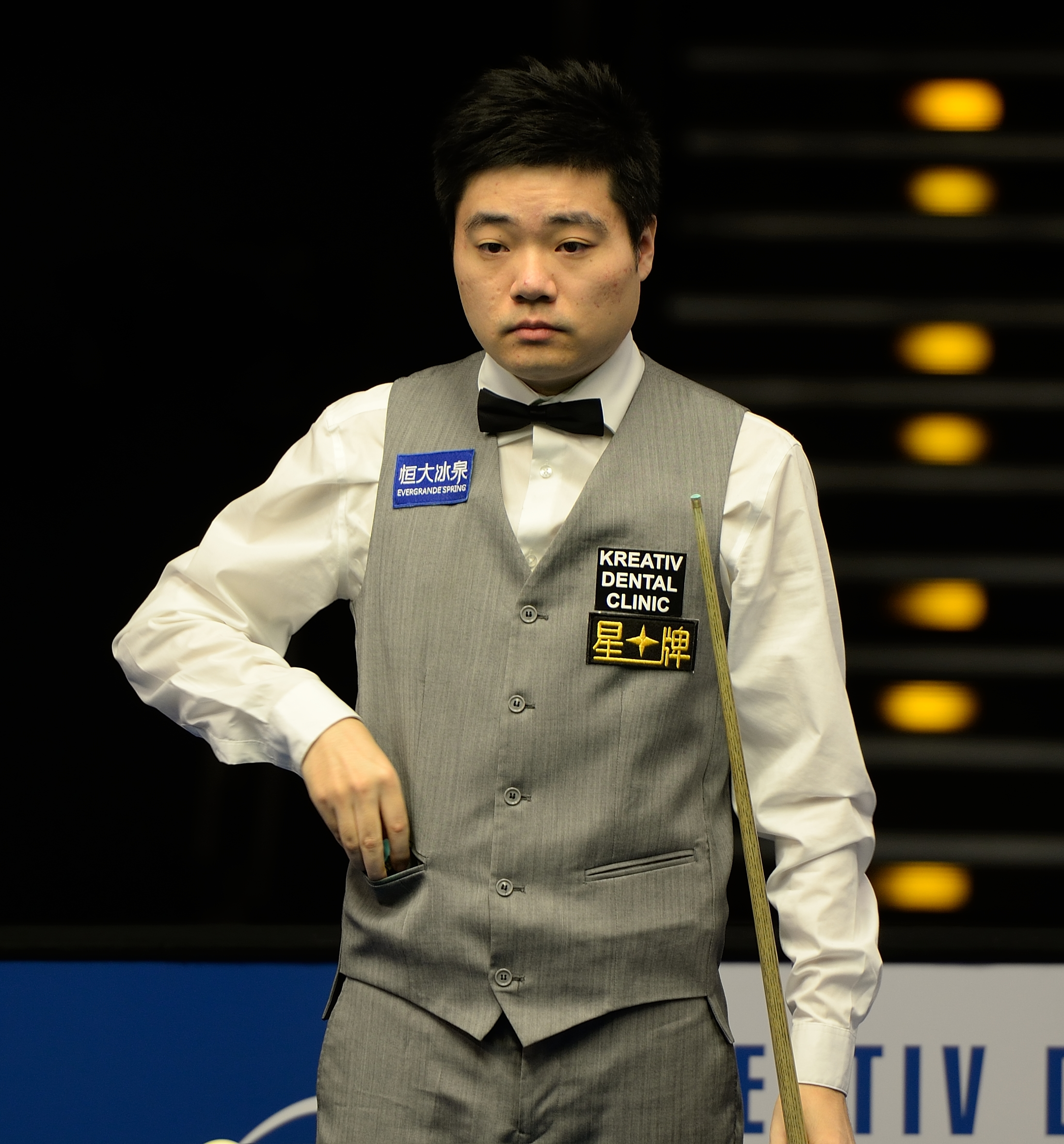
Ding Junhui (2015)

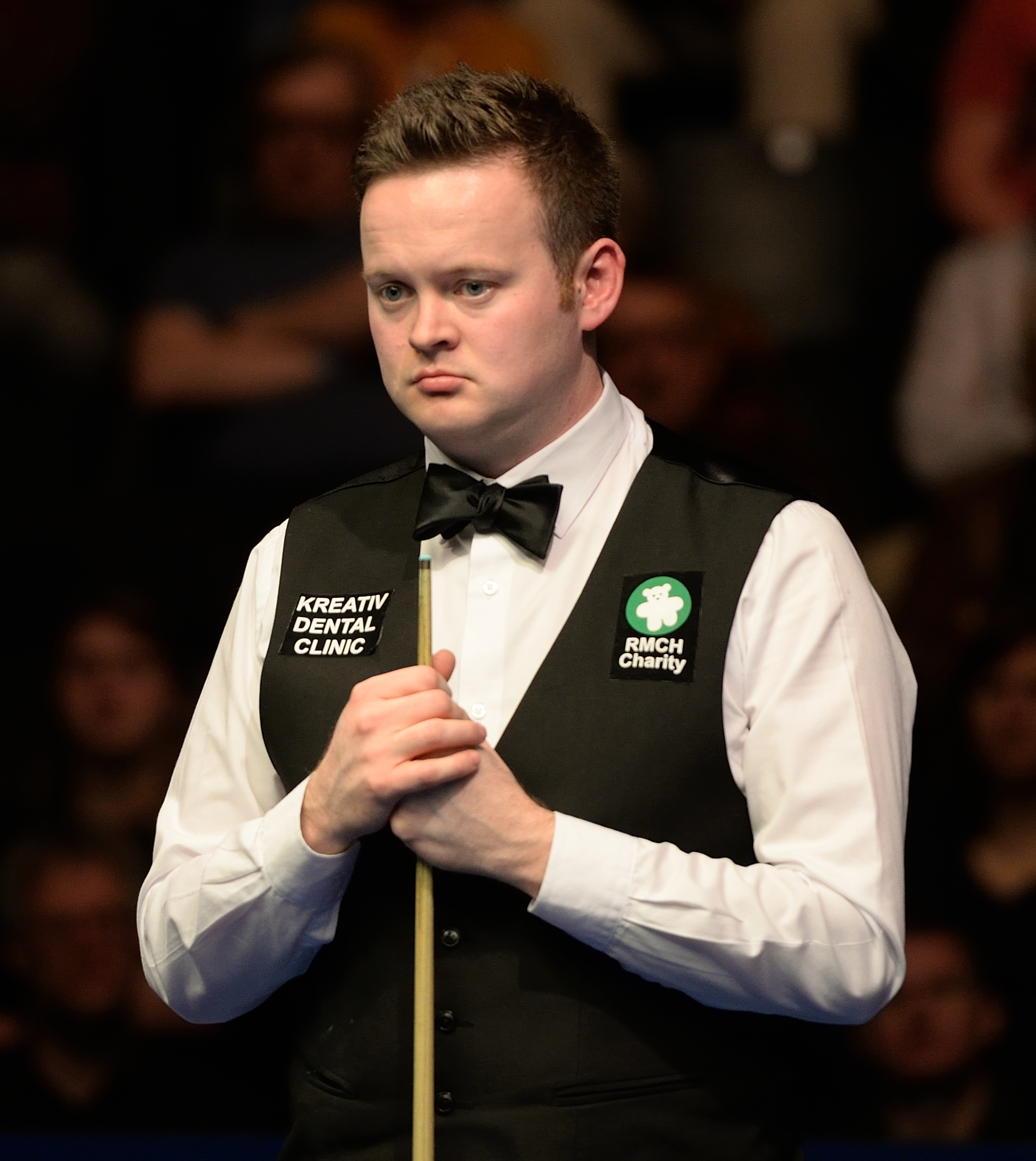
Shaun Murphy (2015)

Auch in dieser Statistik fällt auf, dass die im Geschichts-Abschnitt schon erwähnten Spieler durch ihre Fähigkeiten bereits zahlreiche Maximum Breaks gespielt haben.
- Platz: Platzierung des Spielers, wobei nach der Anzahl der Maximum Breaks sortiert wird. Mindestgrenze sind drei gespielte Maximum Breaks.
- Spieler: Name des Spielers sowie die Flagge des Landes, für das er antrat, als er das Maximum spielte.
- Anzahl: Anzahl der vom Spieler gespielten Maximum Breaks. Nach dieser Zahl ist die grundlegende Sortierung ausgerichtet.
- Letztes: Monats- und Jahresangabe, wann der Spieler sein letztes Maximum gespielt hat.

| Platz | Spieler            | Anzahl | Letztes       |
| ----- | ------------------ | ------ | ------------- |
| 1     | Ronnie O’Sullivan  | 17     | 15. Aug. 2025 |
| 2     | John Higgins       | 13     | 10. Feb. 2024 |
| 3     | Stephen Hendry     | 11     | 12. Apr. 2012 |
| 4     | Shaun Murphy       | 10     | 24. Feb. 2025 |
| 5     | Stuart Bingham     | 9      | 25. März 2022 |
| 6     | Judd Trump         | 8      | 29. Nov. 2022 |
| 7     | Ding Junhui        | 7      | 8. Jan. 2024  |
| 8     | Mark Selby         | 6      | 5. Feb. 2025  |
| 9     | Mark Allen         | 5      | 25. Apr. 2025 |
| 9     | Tom Ford           | 5      | 17. Okt. 2019 |
| 9     | Marco Fu           | 5      | 8. Okt. 2022  |
| 9     | Neil Robertson     | 5      | 25. Apr. 2022 |
| 9     | Thepchaiya Un-Nooh | 5      | 10. Aug. 2025 |
| 9     | Gary Wilson        | 5      | 17. Feb. 2024 |
| 9     | Kyren Wilson       | 5      | 6. Feb. 2024  |
| 16    | Ryan Day           | 4      | 18. Sep. 2023 |
| 16    | Zhang Anda         | 4      | 29. Juli 2025 |
| 18    | Ali Carter         | 3      | 20. Aug. 2021 |
| 18    | Jamie Cope         | 3      | 18. Dez. 2011 |
| 18    | David Gilbert      | 3      | 25. Jan. 2025 |
| 18    | Barry Hawkins      | 3      | 27. Nov. 2019 |
| 18    | Liang Wenbo        | 3      | 12. Apr. 2018 |
| 18    | Stephen Maguire    | 3      | 20. Sep. 2016 |
| 18    | Robert Milkins     | 3      | 3. Feb. 2023  |
| 18    | Noppon Saengkham   | 3      | 1. Sep. 2024  |
| 18    | James Wattana      | 3      | 18. Sep. 1997 |
| 18    | Mark Williams      | 3      | 16. Dez. 2022 |
| 18    | Xu Si              | 3      | 6. Feb. 2025  |

### Anzahl pro Nation
Beachtenswert ist vor allem, dass neben den Heimatländern des Snookersports, also insbesondere Großbritannien und Irland, auch asiatische Länder wie China und Thailand bereits viele Maximum Breaks erzielt haben. Dies liegt vor allem daran, dass mit der Professionalisierung des Sportes auch der asiatische Markt zugänglich wurde und durch Spieler wie James Wattana und Ding Junhui es insbesondere in Thailand und China eine Art Boom gab.
- Platz: Platzierung der Nation. Sortiert wird in der grundlegenden Version zuerst nach der insgesamten Anzahl der Maximum Breaks, danach nach dem Durchschnitt. Falls immer noch zwei Nationen gleich auf liegen, wird der Platz geteilt.
- Nation: Nation des Spielers mit Flagge.
- Maximum Breaks insgesamt: Zahl der von allen Spielern der Nation gespielten Maximum Breaks.
- Spieler: Zahl der Spieler der Nation, die mindestens ein Maximum Break gespielt haben.
- Durchschnitt: Durchschnittliche Anzahl der Maximum Breaks pro Spieler.

| Platz | Nation              | Maximum Breaks insgesamt | Spieler | Durchschnitt |
| ----- | ------------------- | ------------------------ | ------- | ------------ |
| 1     | England             | 108                      | 37      | 2,92         |
| 2     | Schottland          | 34                       | 9       | 3,78         |
| 3     | Volksrepublik China | 24                       | 9       | 2,67         |
| 4     | Thailand            | 13                       | 5       | 2,6          |
| 5     | Wales               | 12                       | 6       | 2            |
| 6     | Nordirland          | 6                        | 2       | 3            |
| 7     | Australien          | 5                        | 1       | 5            |
| 7     | Hongkong            | 5                        | 1       | 5            |
| 9     | Kanada              | 4                        | 3       | 1,33         |
| 10    | Irland              | 3                        | 3       | 1            |
| 11    | Norwegen            | 2                        | 1       | 2            |
| 12    | Zypern              | 2                        | 2       | 1            |
| 13    | Belgien             | 1                        | 1       | 1            |
| 13    | Indien              | 1                        | 1       | 1            |
| 13    | Iran                | 1                        | 1       | 1            |
| 13    | Malta               | 1                        | 1       | 1            |

### Anzahl pro Schiedsrichter

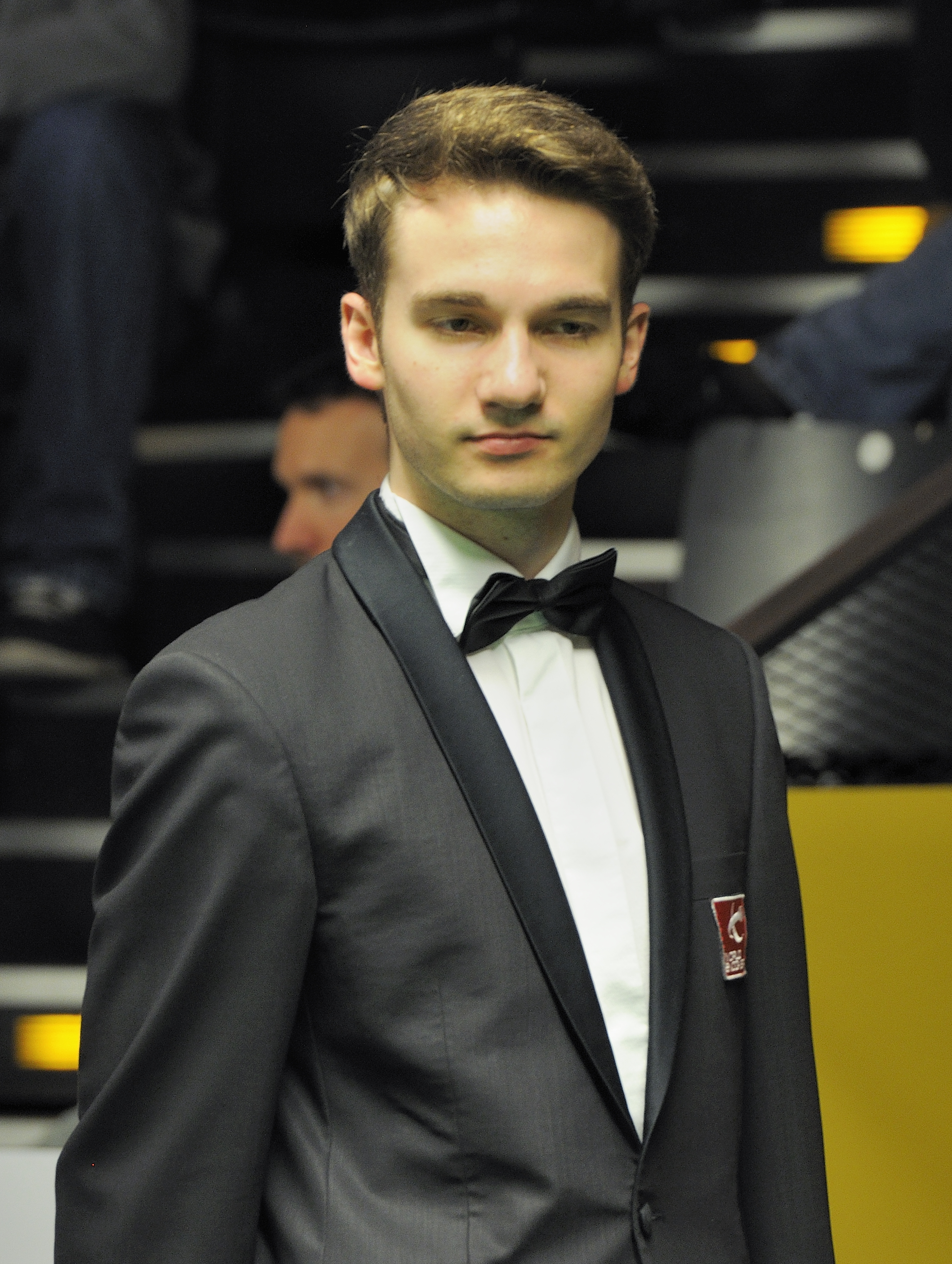
Marcel Eckardt (2013)

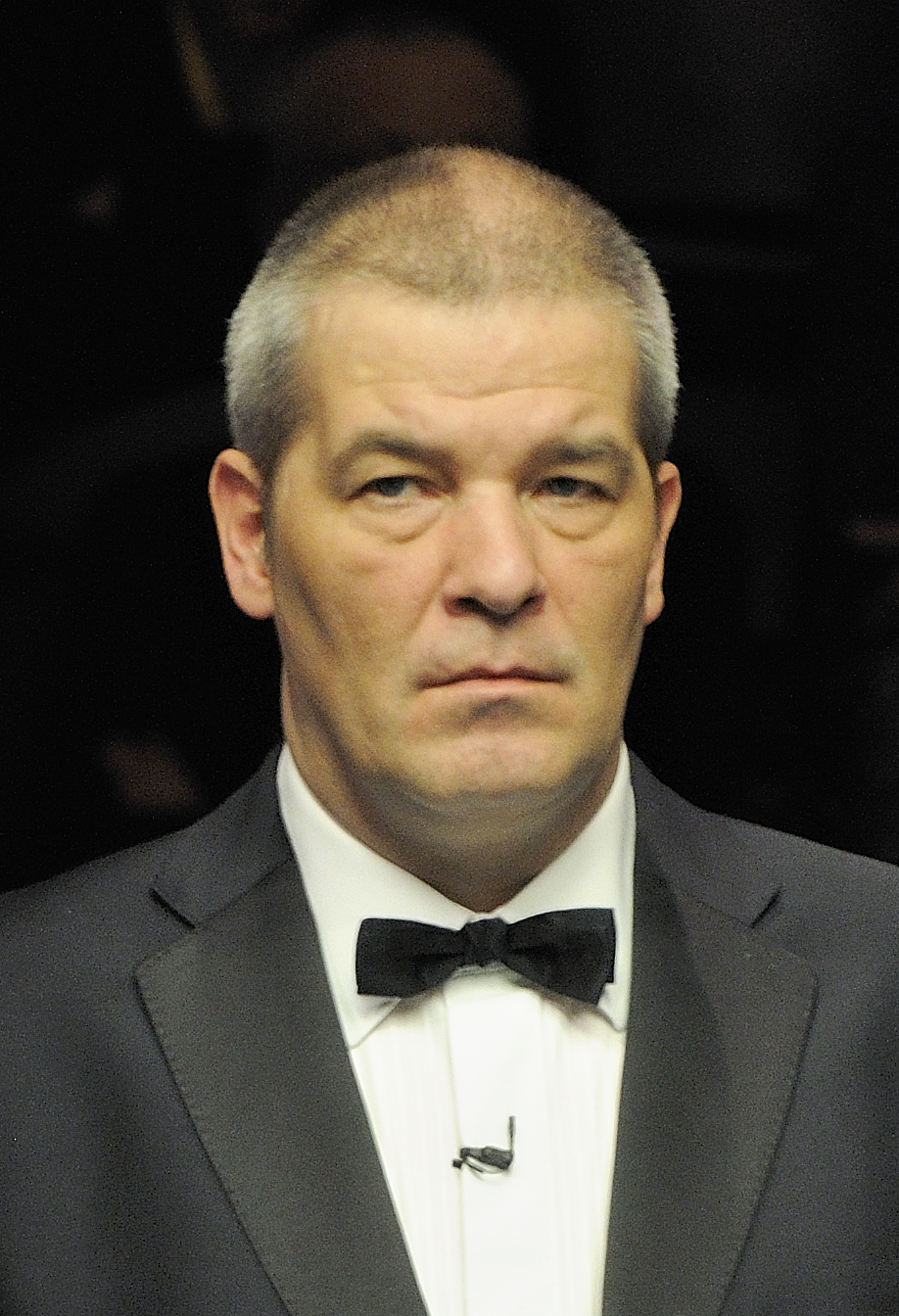
Jan Verhaas (2013)

Ein Großteil der Maximum Breaks wurde von langjährigen und erfahrenen Snookerschiedsrichtern geleitet, die entsprechenderweise häufig die Leitung von mehr und hochkarätigeren Spielen übernehmen.
- Platz: Platzierung des Schiedsrichters gemessen an der Anzahl der geleiteten Maximum Breaks. Mindestanzahl sind drei geleitete Maximum Breaks.
- Schiedsrichters: Name des Schiedsrichters sowie die Flagge des Landes seiner Nationalität.
- Anzahl: Anzahl der vom Schiedsrichter geleiteten Maximum Breaks. Nach dieser Zahl ist die grundlegende Sortierung ausgerichtet.
- Letztes: unterteilt in:
  - Spieler Namen des Spielers sowie die Flagge des Landes, für das dieser antrat, als er das letzte vom Schiedsrichter geleitete Maximum Break spielte
  - Datum Datum des letzten vom Schiedsrichter geleiteten Maximum Breaks.

| Platz | Schiedsrichter        | Anzahl | Letztes           | Letztes       |
| Platz | Schiedsrichter        | Anzahl | Spieler           | Datum         |
| ----- | --------------------- | ------ | ----------------- | ------------- |
| 1     | Rob Spencer           | 12     | Zhang Anda        | 26. Nov. 2024 |
| 2     | Brendan Moore         | 10     | Mark Selby        | 30. Apr. 2023 |
| 3     | Marcel Eckardt        | 9      | Ryan Day          | 18. Sep. 2023 |
| 4     | Jan Verhaas           | 8      | Shaun Murphy      | 18. Jan. 2025 |
| 5     | Alan Chamberlain      | 7      | Ronnie O’Sullivan | 15. Dez. 2007 |
| 5     | Paul Collier          | 7      | Kyren Wilson      | 19. Apr. 2023 |
| 5     | Colin Humphries       | 7      | Zhang Anda        | 16. Juli 2022 |
| 5     | Peter Williamson      | 7      | Stephen Hendry    | 17. Feb. 2011 |
| 5     | Andy Yates            | 7      | Graeme Dott       | 11. Apr. 2022 |
| 10    | Dessislawa Boschilowa | 6      | Mark Allen        | 12. Jan. 2024 |
| 10    | Terry Camilleri       | 6      | Robert Milkins    | 3. Feb. 2023  |
| 10    | Ben Williams          | 6      | John Higgins      | 10. Feb. 2024 |
| 13    | John Pellew           | 5      | David Gilbert     | 25. Jan. 2025 |
| 13    | Leo Scullion          | 5      | Judd Trump        | 18. Nov. 2020 |
| 15    | Colin Brinded         | 4      | Mark Williams     | 20. Apr. 2005 |
| 15    | Małgorzata Kanieska   | 4      | Ryan Day          | 30. März 2023 |
| 15    | Luise Kraatz          | 4      | Noppon Saengkham  | 1. Sep. 2024  |
| 15    | Dave Palmer           | 4      | Ali Carter        | 8. Dez. 2016  |
| 15    | Michaela Tabb         | 4      | Ding Junhui       | 16. März 2013 |
| 15    | Eirian Williams       | 4      | Ronnie O’Sullivan | 28. Apr. 2008 |
| 15    | Tatiana Woollaston    | 4      | Ronnie O’Sullivan | 15. Aug. 2025 |
| 22    | Olivier Marteel       | 3      | Noppon Saengkham  | 15. Apr. 2024 |
| 22    | John Newton           | 3      | Stephen Hendry    | 22. Nov. 1999 |

### Anzahl nach Turnier

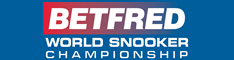
Logo der Snookerweltmeisterschaft 2015

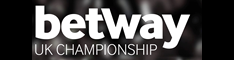
Logo der UK Championship 2015

Die unten stehende Reihenfolge lässt sich größtenteils mit folgenden zwei Faktoren erklären. Einerseits sind bzw. waren viele Turniere, bspw. die UK Championship seit 1977 oder die Snookerweltmeisterschaft seit 1927, schon lange Jahre auf der Profitour verankert und boten so mehr Möglichkeiten als neuere Turniere. Andererseits haben bspw. die Championship League oder das Masters ein zwar kleines, dafür aber exzellentes, meist aus Spielern der Weltspitze bestehendes Teilnehmerfeld, wodurch die Wahrscheinlichkeit auf ein Maximum Break deutlich höher ist. Hinzu kommt, dass die Ligen zusätzlich ein unverhältnismäßig großes Teilnehmerfeld haben, wobei dies auch für UK Championship und unter anderem die English Open gilt.
- Platz: Platzierung des Turnieres, wobei nach der Anzahl der geleiteten Maximum Breaks sortiert wird. Mindestanzahl sind drei Maximum Breaks.
- Turnier: Name des Turnieres.
- Anzahl: Anzahl der während des Turnieres gespielten Maximum Breaks. Nach dieser Zahl ist die grundlegende Sortierung ausgerichtet.
- Letztes: unterteilt in:
  - Jahr: Jahr des letzten während des Turnieres gespielten Maximum Breaks.
  - Spieler: Namen des Spielers sowie die Flagge des Landes, für das er antrat, als er das letzte während des Turnieres gespielte Maximum Break spielte.

| Platz | Turnier                      | Anzahl | Letztes | Letztes           |
| Platz | Turnier                      | Anzahl | Jahr    | Spieler           |
| ----- | ---------------------------- | ------ | ------- | ----------------- |
| 1     | Snookerweltmeisterschaft     | 23     | 2025    | Mark Allen        |
| 2     | UK Championship              | 21     | 2024    | Zhang Anda        |
| 3     | Championship League          | 19     | 2025    | Fan Zhengyi       |
| 4     | Welsh Open                   | 12     | 2025    | Xu Si             |
| 5     | German Masters               | 11     | 2023    | Robert Milkins    |
| 5     | World Open                   | 11     | 2025    | Shaun Murphy      |
| 7     | British Open                 | 10     | 2024    | Mark Allen        |
| 8     | China Open                   | 8      | 2019    | Stuart Bingham    |
| 8     | Scottish Open                | 8      | 2022    | Judd Trump        |
| 10    | English Open                 | 7      | 2024    | Fan Zhengyi       |
| 11    | Paul Hunter Classic          | 6      | 2018    | Jamie Jones       |
| 11    | Masters                      | 6      | 2025    | Shaun Murphy      |
| 13    | Premier League Snooker       | 5      | 1998    | Stephen Hendry    |
| 13    | International Championship   | 5      | 2024    | Xu Si             |
| 15    | Benson & Hedges Championship | 4      | 2002    | Tony Drago        |
| 15    | Northern Ireland Open        | 4      | 2021    | Mark Allen        |
| 15    | European Masters             | 4      | 2023    | Sean O’Sullivan   |
| 15    | Shanghai Masters             | 4      | 2025    | Zhang Anda        |
| 15    | Saudi Arabia Masters         | 4      | 2025    | Ronnie O’Sullivan |
| 20    | Wuxi Classic                 | 3      | 2013    | Neil Robertson    |

## Besonderheiten

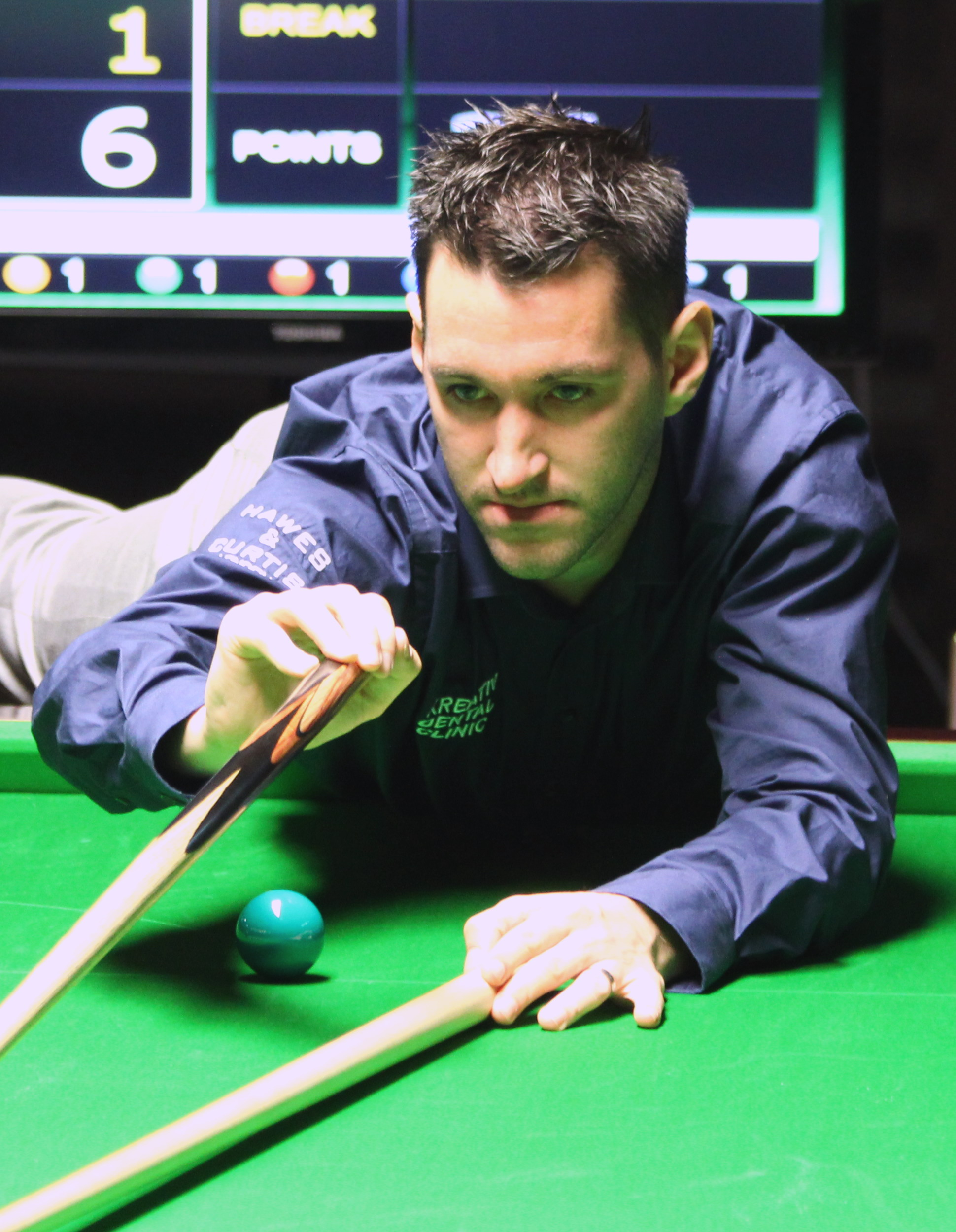
Spielte unter Bauchkrämpfen sein erstes Maximum Break: Tom Ford (2015)

Erwähnenswert ist vor allem Ronnie O’Sullivan, der mit siebzehn Maximum Breaks nicht nur die meisten, sondern 1997 mit 5:08 Minuten auch das schnellste Maximum Break spielte. Nachdem O’Sullivan bei den World Open 2010 wegen seines Ärgers über die geringe Preissumme das Maximum Break vor der letzten Schwarzen abbrechen wollte und erst Schiedsrichter Jan Verhaas ihn zum Weiterspielen überreden konnte, gelang O’Sullivan einen Tag vor seinem 39. Geburtstag beim UK Championship 2014 sein 13. Maximum Break trotz eines gebrochenen Knöchels. Neben O’Sullivan hatte auch der Engländer Tom Ford bei einem seiner Maximum Breaks gesundheitliche Probleme: Kurz bevor er beim Grand Prix 2007 den sechsfachen Weltmeister Steve Davis mit 4:0 besiegte und sein erstes Maximum Break spielte, wurde Ford mit einer Gastroenteritis ins Krankenhaus eingeliefert und dort behandelt. Nachdem er sich selbst entlassen hatte, schaffte Ford sein erstes Maximum Break.
Nachdem sich O’Sullivan 2010 noch zum Ende des Maximum Break überreden ließ, protestierte er bei den Welsh Open 2016 erneut gegen die seiner Ansicht nach zu geringen Belohnungen für ein Maximum Break. Im fünften und insgesamt letzten Frame seiner Partie gegen Barry Pinches war er auf Maximum-Break-Kurs, als er sich erst bei einem Offiziellen und dann in der Kommentatorenkabine über die Belohnung für ein Maximum Break informierte. Da ihm 10.000 Pfund Sterling zu gering erschienen, spielte er nach der 14. Roten statt Schwarz die pinke Kugel, sodass er ein 146er-Break spielte.
Dem Waliser Jackson Page gelangen während der Qualifikation zur Weltmeisterschaft 2025 zum ersten Mal zwei Maximums in einem Match. Ronnie O’Sullivan gelang dies wenige Monate später beim Saudi Arabia Masters 2025 ebenfalls, im Gegensatz zu Page spielte er sogar beide Maximum Breaks am selben Tag in einer Session.

## Prämien
Ein Maximum Break wird stets mit einer Extraprämie belohnt. So bekam Steve Davis für das erste Maximum Break im Jahr 1982 einen Lada Riva vom Titelsponsor Lada, den er an seine Eltern verschenkte. Später gab es eine zusätzliche Geldprämie, die bei den meisten Turnieren 20.000 Pfund betrug. Bis 2011 wurde bei der Snookerweltmeisterschaft für ein Maximum in der Hauptrunde sogar eine Prämie von 147.000 Pfund gezahlt.
Ab 2011 wurde die Extraprämie in eine Jackpot-Regelung umgewandelt, der „Rolling 147 Prize“. Für jedes Turnier wurde eine feste Prämie angesetzt:
- für die Hauptrunde eines vollwertigen Weltranglistenturniers 5000 £
- für die Qualifikationsrunde eines Weltranglistenturniers 500 £

Wurde kein Maximum Break erzielt, die Prämie also nicht ausgeschüttet, wurde der Prämienbetrag in einem Topf gesammelt. Für jede Turnierart gab es einen eigenen Topf. Wurde dann bei einem späteren Turnier gleicher Art ein Maximum Break erzielt, so erhielt der Spieler neben der Turnierprämie auch die Summe, die sich in dem zur Turnierart gehörigen Topf angesammelt hatte. Zur Saison 2019/20 wurde der Rolling 147 Prize jedoch wieder abgeschafft und durch ein System ersetzt, durch das bei zwanzig gespielten Maximum Breaks während einer einzigen Saison unter den Spielern dieser Maximum Breaks ein Preisgeld von einer Million Pfund Sterling aufgeteilt wird.
Für die Weltmeisterschaft gibt es weiterhin Sonderregelungen, gegebenenfalls kombiniert mit anderen Turnieren. So wurden 2018 40.000 £ und 2019 50.000 £ für ein Hauptrundenmaximum ausgelobt. Jackson Page erhielt 2025 für seine zwei Maximum Breaks in der WM-Qualifikation eine Prämie von 147.000 £, die während der Saison 2024/25 für zwei Maximum Breaks bei den Turnieren der Triple Crown plus dem Saudi Arabia Snooker Masters ausgelobt worden war.
Bis zum Ende der Players Tour Championship zum Saisonende 2016 gab es auch für die PTC einen gesonderten Rolling 147 Prize, welcher ebenfalls 500 £ betrug.